# Orientteppiche in der Renaissancemalerei
Orientteppiche wurden ab dem 13. bis in das 17. Jahrhundert hinein immer wieder als dekoratives Element in westeuropäischen Gemälden der Renaissancezeit abgebildet. Es sind sogar mehr Orientteppiche in der Renaissancemalerei abgebildet als erhaltene Teppiche bekannt sind. Die vergleichende islamische Kunstwissenschaft hat sich daher seit Beginn der Forschung zur islamischen Teppichkunst im späten 19. Jahrhundert auf Teppichdarstellungen in europäischen Gemälden verlassen, deren Entstehungszeit dokumentiert ist. Die Untersuchung der Gemälde leistete somit einen wichtigen Beitrag zur islamischen Kunstgeschichte, insbesondere zur Chronologie der Knüpfteppiche als Medium der islamischen Kunst.

## Kunstgeschichtlicher Hintergrund

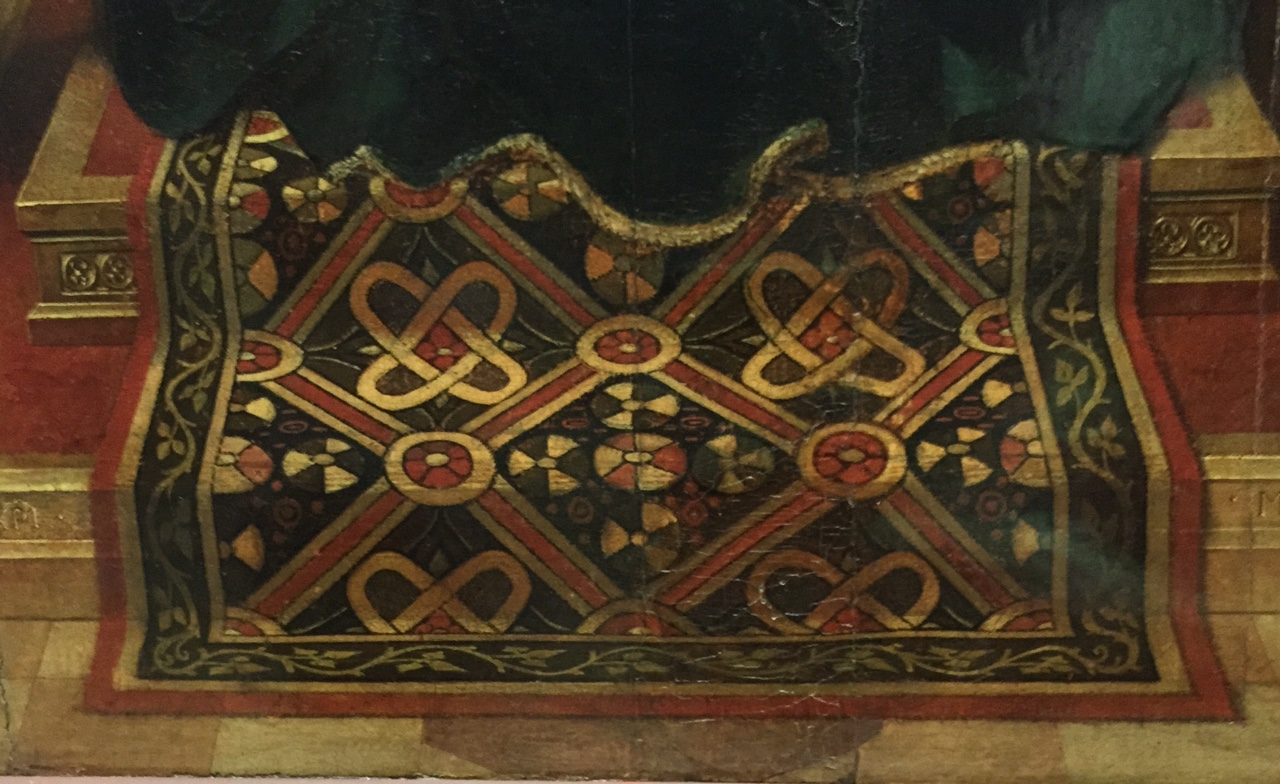
Petrus Christus, Jungfrau mit Kind und den Heiligen Hieronymus und Franziskus (Detail), 1457, mit einer realistischen Abbildung eines geknüpften Teppichs. Städelsches Kunstinstitut, Frankfurt

Jan van Eyck, Lucca-Madonna, ca. 1430 (Detail). Städelsches Kunstinstitut, Frankfurt

Im späten 19. Jahrhundert begannen Kunsthistoriker und Sammler, sich für islamische Teppiche zu interessieren. Das hat die Anzahl bekannter noch erhaltener Stücke deutlich vergrößert. Es war jetzt möglich, die vorliegenden Teppiche im Detail mit ihren gemalten Gegenstücken zu vergleichen und zeitlich einzuordnen. Daraus ergab sich eine zunehmend detaillierte Vorstellung der Kulturgeschichte der islamischen Teppichknüpferei. Auch das wissenschaftliche Interesse in den Ursprungsländern erwachte, was zur Identifikation weiterer antiker Teppiche in den dortigen Museen und Sammlungen führte und das kulturhistorische Wissen noch erweiterte.
Die westliche künstlerische Tradition der präzisen, realistischen Wiedergabe, wie sie besonders im späten 15. und 16. Jahrhundert in den Niederlanden gepflegt wurde, stellt der Forschung Bildmaterial zur Verfügung, das es erlaubt, selbst feinste Details der abgebildeten Teppiche auszuwerten. Die Teppiche wurden mit außerordentlicher Sorgfalt sowohl hinsichtlich der Farbgebung als auch der Details ihrer Form und Muster wiedergegeben: Die gemalte Struktur des Teppichs in Jungfrau mit Kind von Petrus Christus, die Zeichnung der einzelnen Ornamente und Muster sowie die Art, wie sich der Flor an den Kanten der Stufen öffnet, lassen keinen Zweifel zu, dass der dargestellte Teppich ein islamischer Knüpfteppich ist.
Die Aufgabe der gemalten Teppiche ist, entweder die Aufmerksamkeit der Betrachter auf eine wichtige abgebildete Person zu lenken, oder einen Ort hervorzuheben, an dem eine wichtige Handlung stattfindet. Parallel zur Entwicklung der Renaissancekunst im Allgemeinen wurden anfänglich überwiegend christliche Heilige und religiöse Szenen dargestellt. Später wurden Teppiche auch in säkularem Kontext abgebildet, dienten aber in jedem Fall dazu, eine Vorstellung von Opulenz, Exotismus, Luxus, Wohlstand oder Status zu vermitteln. Anfänglich war es den Mächtigsten und Wohlhabendsten, dem Herrscherhaus und Adel, vorbehalten, sich auf Teppichen porträtieren zu lassen. Später dann, als mehr Menschen ausreichend Vermögen hatten, um sich Luxusgüter leisten zu können, erschienen Orientteppiche auch auf den Bildern reicher Kaufleute und wohlhabender Bürger. Während des 17. und 18. Jahrhunderts ließ das Interesse an der Abbildung auf Teppichen nach. Parallel dazu zeigen auch die Gemälde weniger Aufmerksamkeit für das Detail.
Die reich gestalteten islamischen Teppiche übten auf europäische Maler großen Einfluss aus. Ihre vielfältigen, üppigen Farben könnten nach einer Hypothese von Erdmann die großen venezianischen Maler des Quattrocento beeinflusst haben. Es wird sogar vermutet, dass die malerische Abbildung von Teppichmustern mit der Entwicklung der Linearperspektive in Verbindung steht, die erstmals 1435 von Leon Battista Alberti beschrieben wurde.
Die Abbildung orientalischer Teppiche auf Gemälden der Renaissance wird als wichtiger Beitrag zu einer „Weltgeschichte der Kunst“ angesehen, die die Interaktion verschiedener kultureller Traditionen untersucht. Teppiche aus der islamischen Welt wurden ab dem 15. Jahrhundert in großer Zahl nach Westeuropa exportiert. Das 15. Jahrhundert wird zunehmend als entscheidender Knotenpunkt in den kulturellen Begegnungen angesehen, die zur Entwicklung der Ideen, Kunst und Wissenschaft des Renaissancezeitalters führten. Intensivere Kontakte, insbesondere der zunehmende Handel zwischen der islamischen Welt und Westeuropa, stellten den westlichen Künstlern während der nächsten Jahrhunderte materielle Quellen und Kultureinflüsse zur Verfügung. Umgekehrt hatten auch die Bedürfnisse des europäischen Marktes entscheidenden Einfluss auf das islamische Kunsthandwerk.

## Vergleichende Forschung
Im Jahr 1871 veröffentlichte Julius Lessing sein Buch Altorientalische Teppichmuster. Er bezog sich darin überwiegend auf europäische Gemälde, weniger auf erhaltene Teppiche, weil diese zu seiner Zeit noch nicht gezielt gesammelt wurden und er davon ausging, dass kaum Exemplare erhalten geblieben seien. Lessings Forschungsansatz erwies sich als äußerst fruchtbar, um eine wissenschaftliche Chronologie des Kunsthandwerks des Teppichknüpfens zu erstellen. Er wurde durch die Kunstwissenschaftler der „Berliner Schule“ weiterverfolgt. Wilhelm von Bode und seine Nachfolger Friedrich Sarre, Ernst Kühnel, vor allem Kurt Erdmann, entwickelten die Terminus ante quem-Methode zur Datierung islamischer Teppiche anhand ihrer Abbildung auf Gemälden der Renaissancezeit. Eine zweite wichtige Quelle bildete die Darstellung von Teppichen auf türkischen und persischen Miniaturen und Illuminationen. Das größere Format der europäischen Bilder, verglichen mit den Miniaturmalereien, erlaubt eine detailliertere und exaktere Wiedergabe der Teppiche und somit zuverlässigere vergleichende Untersuchungen.
Es war den Kunsthistorikern dabei bewusst, dass ihr Forschungsansatz einseitig war: Während der Renaissancezeit waren nur Teppiche nach Europa gelangt, die in den großen Manufakturen Anatoliens zur Zeit des Osmanischen Reichs, später auch anderer Länder, hergestellt worden waren. Oft wurden die Teppiche eigens für den Export produziert. Daher stand den Renaissancekünstlern im Grunde nur eine beschränkte Auswahl an Modellen zur Verfügung. Die kulturgeschichtlich bedeutenden Teppiche aus dörflicher oder Nomadenproduktion waren zur Zeit der Renaissance in Europa unbekannt und wurden deshalb nie in Gemälden abgebildet. Sie wurden erst gegen Mitte des 20. Jahrhunderts von Sammlern wie Joseph V. McMullan oder James F. Ballard in ihrem künstlerischen und kulturgeschichtlichen Wert erkannt.

## Überblick
Knüpfteppiche in geometrischen Mustern wurden mindestens seit der Zeit der Rum-Seldschuken im 13. Jahrhundert in Ostanatolien hergestellt. Seit etwa 1220 hatte Venedig Handelsbeziehungen mit dem Sultanat. Der venezianische Händler und Reisende Marco Polo erwähnt Teppiche aus Konya, der Hauptstadt des Seldschukenreichs, als die schönsten der Welt:

“[…] et ibi fiunt soriani et tapeti pulchriores de mundo et pulchrioris coloris.”

„[…] und hier machen sie die schönsten Seidenstoffe und Teppiche der Welt, in den schönsten Farben.“

Die Mehrzahl der Teppiche in Gemälden des 15. und 16. Jahrhunderts stammen entweder aus dem Osmanischen Reich, oder sind vielleicht europäische Nachahmungen aus der Balkanregion, Spanien, oder anderen Ländern, in denen zu dieser Zeit nachweislich Teppiche geknüpft wurden. Tatsächlich gelangten nicht die feinsten islamischen Teppiche aus dieser Zeit nach Europa, und nur wenige Teppiche höchster Qualität aus den Hofmanufakturen sind auf Gemälden zu sehen. Perserteppiche erscheinen nicht vor dem Ende des 16. Jahrhunderts auf Gemälden, werden im 17. Jahrhundert bei den sehr Wohlhabenden aber zunehmend beliebter. Mamlukenteppiche werden gelegentlich, vor allem auf venezianischen und nur selten auf nordeuropäischen Gemälden dargestellt.
Eine der frühesten Darstellungen eines islamischen Teppichs auf einem europäischen Bild ist Simone Martinis Sankt Ludwig von Toulouse krönt Robert von Anjou zum König von Neapel, gemalt 1316 bis 1319. Im direkten Vergleich mit den wenigen erhaltenen Teppichen aus dieser Zeit geben die meisten europäischen Bilder die Teppiche recht naturgetreu wieder.
Die meisten Teppiche sind zu dieser Zeit in islamischer geometrischer Mustergestalt entworfen. Die frühesten Teppichdarstellungen geben die Tiermuster früher anatolischer Teppiche wieder. Der „Phönix und Drache“-Teppich, heute im Museum für Islamische Kunst, Berlin, findet ein Gegenstück in Domenico di Bartolos Hochzeit der Findlinge (1440). Mit der Übernahme in das Musterrepertoire der islamischen Kunst sind die dargestellten Tiere stark geometrisch stilisiert worden. Die Gruppe der anatolischen Tierteppiche verschwand gegen Ende des 15. Jahrhunderts von den Gemälden. Nur wenige Originale dieser Teppichgruppe sind erhalten, zwei davon befanden sich in europäischen Kirchen. Der Marby-Teppich, eines der besterhaltenen Exemplare, überdauerte die Zeit in einer Kirche in Schweden, der „Phönix und Drache“-Teppich wurde von Wilhelm von Bode von einer italienischen Kirche erworben. Der „Phönix und Drache“- und der „Marby“-Teppich waren bis 1988 die einzigen erhaltenen Teppiche dieser Gruppe. Seitdem sind sieben weitere Tierteppiche aufgetaucht. Sie stammen aus tibetischen Klöstern und wurden von den Mönchen mitgenommen, als diese vor der chinesischen Kulturrevolution nach Nepal flohen. Einer der Teppiche wurde vom Metropolitan Museum of Art, New York, erworben. Er hat ein Gegenstück in einem Bild des Sieneser Künstlers Gregorio di Cecco: Die Hochzeit der Jungfrau, 1423. Er zeigt große gegenüberstehende Tiere, jedes ist mit einem kleineren Tier darinnen abgebildet.
Die meisten Teppiche auf den Gemälden sind den abgebildeten Hauptpersonen, oft Maria oder Heiligen vorbehalten, die beispielsweise auf einem Podest, vor einem Altar oder auf einem Thron um die Hauptperson stehend gemalt sind. Ein typisches Beispiel hierfür ist der türkische Teppich zu Füßen der Jungfrau Maria auf Andrea Mantegnas San-Zeno-Altar von 1456 bis 1459 in San Zeno Maggiore.
Als Nebenpersonen treten manchmal auch die Stifter der Gemälde auf, die entweder in der Tradition der Bedeutungsperspektive klein und am Rand des Bilds dargestellt sind, später auch selbstbewusster direkt auf dem Teppich und so groß wie die Hauptperson. Die religiöse Ikonografie wurde auch von den Herrschern übernommen, die sich auf Orientteppichen abbilden ließen. Ein safavidischer Teppich des 16. Jahrhunderts dient noch heute in Dänemark als „Krönungsteppich“ im Ritual der Krönung der dänischen Könige. Orientteppiche werden ferner abgebildet als Häuserschmuck zu besonderen Gelegenheiten, beispielsweise anlässlich von Prozessionen wie auf den Bildern der venezianischen Maler Vittore Carpaccio und Gentile Bellini. Auf Carpaccios Einschiffung der Hl. Ursula schmücken die Teppiche die Wände des Schiffs und die Laufplanke.
Orientteppiche waren im Italien der Renaissancezeit nach Handelsnamen bekannt: Mamlukenteppiche aus Kairo hießen cagiarini, die aus Damaskus damaschini, barbareschi kamen aus Nordafrika, rhodioti und turcheschi aus dem Osmanischen Reich, und Teppiche aus dem Kaukasus waren als simiscasa bekannt.
Im 16. Jahrhundert gehört die Abbildung von Orientteppichen als Symbol von Luxus, Status und gutem Geschmack zum Formenkanon des bürgerlichen Porträts. nachdem breitere Bevölkerungsschichten zu wirtschaftlichem Wohlstand gelangt waren und sich Luxusgegenstände leisten konnten. Einige Maler, wie Gentile Bellini, der sich selbst als Mitglied einer Gesandtschaft am Hof des Sultans in Istanbul aufgehalten hatte, malen Bilder in frühem orientalistischem Stil. Einige der Bilder mit religiösem Sujet zeigen Teppiche, die auch in der islamischen Kultur als Gebetsteppiche verwendet wurden, und Motive wie die Mihrab-Nische oder die Kaaba verwenden. Die letzteren in Form des so genannten „Wiedereintritt“-Motivs sind auch als „Bellini“-Teppiche bekannt. Teppiche mit Gebetsnischen-Motiven wurden bis ins 17. Jahrhundert in großer Zahl nach Europa exportiert.
In der nördlichen und besonders in der niederländischen Malerei des Goldenen Zeitalters platzieren bürgerliche Personen einen Orientteppich eher auf einem Tisch oder Möbelstück, anstelle sich darauf stehend abbilden zu lassen wie Könige und der Adel. Ein bekanntes Beispiel hierfür ist Holbeins Portrait des Kaufmanns Georg Giese. Manchmal liegen Teppiche auf dem Boden, wie beispielsweise auf Jan van Eycks Gemälde Arnolfini-Hochzeit von 1434. In späterer Zeit erscheinen Teppiche im allegorischen Kontext als Symbol für Luxus oder Ausschweifung, wie in Jan Vermeers Bei der Kupplerin von 1656, oft auch in gleichem Sinn in der Stilllebenmalerei. Als Luxusgegenstand findet sich der Orientteppich schließlich in den Vanitas-Stillleben des 17. Jahrhunderts wieder. Mit dem Ende der Renaissancezeit und dem Übergang in neue Stilepochen erlischt auch das Interesse der europäischen Maler an der Darstellung von Orientteppichen, das über mehr als drei Jahrhunderte lebendig geblieben war.

## Nach Künstlern benannte Teppichmuster
Zu Beginn der kunstgeschichtlichen Forschung wurden verschiedene Arten von Teppichmustern zur leichteren Verständigung nach den europäischen Künstlern benannt, die Teppiche mit solchen Mustern in ihren Gemälden abgebildet hatten. Diese Klassifikation blieb auch weiter in Gebrauch, als genauere Informationen verfügbar wurden. Die Klassifikation nach Künstlernamen geht hauptsächlich auf Kurt Erdmann zurück, den ehemaligen Direktor des Museums für Islamische Kunst, Berlin, und einem der führenden islamischen Kunstwissenschaftler seiner Zeit.
Manche Teppichmuster sind seit Jahrhunderten nicht mehr verwendet worden, und ihre Herkunft bleibt unklar, so dass geeignetere alternative Bezeichnungen noch nicht verfügbar sind. Die Klassifikation richtet sich im Wesentlichen nach den dominierenden Motiven des Feldes und unterscheidet nach Typ, Größe und Anordnung der Muster und Motive. Die Zuordnung zu europäischen Malern erscheint manchmal willkürlich, da einerseits verschiedene Künstler den gleichen Teppichtyp abgebildet haben, andererseits Muster sogar Malern zugeordnet werden, die sie tatsächlich nie gemalt haben.

### Bellini-Teppiche
Giovanni Bellini und sein Bruder Gentile (der 1479 nach Istanbul gesandt wurde) malten Gebetsteppiche mit einem einzelnen „Schlüsselloch“- oder „Wiedereintritts“-Motiv am unteren Ende einer größeren Figur. Sie wird durch eine schmale Bordüre vom Feld abgegrenzt. Am oberen Ende läuft diese Bordüre diagonal zu einer Spitze oder Nische zusammen, von der oft ein einer Lampe ähnliches Ornament herabhängt. Dieses Muster war und ist von großer Bedeutung in der Gestaltung islamischer Gebetsteppiche. Dies scheint in Europa bekannt gewesen zu sein, denn im Englischen der damaligen Zeit wurden Teppiche mit diesem Muster als musket carpets bezeichnet, eine Verballhornung des Wortes mosque ‚Moschee‘.
In Gentile Bellinis Thronende Madonna mit Kind liegt der Teppich motivisch richtig, nämlich so wie ein Muslim einen Gebetsteppich benutzen würde: der Gebetsnische zugewandt, die die Qibla anzeigt. Auf Lorenzo Lottos Ehemann mit Frau von 1523 ist das nicht der Fall. Hier wendet sich das Ehepaar dem „Fußende“ des Teppichs zu. Ob Bellini in Istanbul gesehen und verstanden hat, wie Gebetsteppiche verwendet werden, ist nicht bekannt.
Teppiche aus Uşak mit doppelter Nische am oberen und unteren Ende werden manchmal „Tintoretto“-Teppiche genannt. Die Bezeichnung ist aber nicht sehr gebräuchlich.

### Crivelli-Teppiche
Carlo Crivelli hat zweimal vielleicht denselben kleinen Teppich gemalt. Das Zentrum des Felds wird von einem komplexen 16-strahligen Sternmotiv eingenommen, das aus mehreren Segmenten in unterschiedlichen Farben zusammengesetzt ist. Einige Musterelemente enthalten stark stilisierte Tierdarstellungen. Vergleichbare erhaltene Teppiche sind sehr selten. Zwei Exemplare werden im Ungarischen Museum für Kunstgewerbe Budapest aufbewahrt, darunter das abgebildete sogenannte „Batári-Crivelli“-Fragment. Crivellis Bild Verkündigung von 1482 im Städel-Museum in Frankfurt zeigt einen ähnlichen Teppich im oberen Bildbereich. Derselbe oder ein sehr ähnlicher Teppich findet sich auch in der Verkündigung mit St Emidius, 1486, National Gallery, London. Der Teppich hängt hier über einem Balkon im oberen linken Bildbereich. Ein anderer, unterschiedlicher Teppichtyp ist im Vordergrund rechts abgebildet. Diese Teppiche stellen offenbar einen Übergangstyp zwischen den frühen Tierteppichen und späteren rein geometrischen Mustern dar, wie sie auf den „Holbein“-Teppichen zu sehen sind. Es wird angenommen, dass diese Musteränderung auf das verstärkt beachtete Bilderverbot im Osmanischen Reich zurückgeht.

### Memling-Teppiche
Hans Memling malte verschiedene Teppiche, die in das letzte Viertel des 15. Jahrhunderts datiert werden. Charakteristisch für diese Teppiche sind Reihen von Medaillons, die mit Hakenornamenten besetzt sind, welche sich in charakteristischer Weise in zwei oder drei 90°-Winkeln einrollen. Ein „Memling“-Teppich erscheint auch auf einer Miniatur, die um 1460 für René I. von Anjou gemalt wurde.

### Holbein-Teppiche
„Holbein“-Teppiche sind schon auf Gemälden dargestellt, die Jahrzehnte vor Holbein gemalt wurden. Die wohl älteste Darstellung findet sich auf einem Fresco von Piero della Francesca in der Kathedrale von Rimini von 1451. Aus dem Jahr 1460 stammt eine ähnliche Darstellung auf dem Altar von San Zeno, Verona, von Andrea Mantegna. Die spätesten bekannten Darstellungen sind die auf der Konferenz im Somerset House von 1608 sowie ein 1655 datiertes Frauenporträt von Justus Sustermans. „Holbein“-Teppiche wurden somit fast 200 Jahre lang auf Gemälden dargestellt. Charakteristisch für diese Gruppe ist ein Muster aus Reihen von Oktogonen mit nach innen verflochtener Kontur im Wechsel mit versetzten Reihen von rautenförmigen Figuren, deren Kontur von Arabeskblättern gebildet wird, die von einem kreuzförmigen Mittelmotiv ausgehen. Das komplizierte Muster erlaubt bei manchen Teppichen auch die folgende Lesart: Es ist aus kleinen, rhythmisch die Farbe wechselnden Quadraten mit Oktogonfüllungen und Eckabschrägungen aufgebaut.
Die Teppiche wurden nach vier Typen eingeteilt. Holbein selbst malte nur die großmustrigen Typen III und IV, beispielsweise im Portrait des Kaufmanns Georg Giese (1532) und auf dem Bild Die Gesandten (1533). Trotzdem wurde der Name „Holbein-Teppich“ unter Sammlern und Kunsthistorikern aus Bequemlichkeit und zur leichteren Verständigung beibehalten. Tatsächlich zählen „Holbein“-Muster zu den häufigsten auf Renaissance-Gemälden dargestellten Teppichmustern und wurden über lange Zeit hinweg immer wieder abgebildet. Die Typen von „Holbein“-Teppichen sind:

#### Typ I (kleinmustrig)
Die Motive dieses Teppichtyps sind klein und setzen sich aus regelmäßigen Reihen von aus Achtecken abgeleiteten Flechtmotiven mit innerem Stern in Viereckfassung sowie stilisiertem Rankenwerk an den Schnittpunkten zusammen. Die Borte hat meist ein zierlich verschlungenes Bandwerk in weiß auf farbigem Grund, anfangs in Nachahmung kufischer Buchstaben, später als reines Stabwerk. Die Farben sind kräftig, meist auf dunkelrotem Grund. Ein Beispiel für einen kleinmustrigen Holbein-Teppich findet sich auf dem Gruppenporträt der Somerset House-Konferenz.

#### Typ II (heute: „Lotto“-Teppiche)
Heute werden diese Teppiche als Lotto-Teppiche bezeichnet.

#### Typ III (großmustrig)
Die Motive im Feld sind denen des kleinmustrigen Typs ähnlich, aber größer proportioniert, so dass das Feld von wenigen Sternen in Oktogonfassung gefüllt ist. Die großen Sterne oder Rauten sind in regelmäßigen Abständen angeordnet und von schmalen Streifen getrennt. Die quadratischen Abteilungen haben kein Medaillon (Gül). Der Teppich in Holbeins Bild Die Gesandten zeigt diesen Typ.

#### Typ IV (großmustrig)
Die quadratischen Abteilungen enthalten ähnliche Oktogone oder „Gül“-Motive wie auf den kleinmustrigen Holbein-Teppichen. Im Gegensatz zu den anderen drei Typen, deren Ornamente gleichrangig und gleich groß nebeneinander angeordnet sind, besteht das Typ-IV-Muster aus einem deutlich größeren und vier kleineren Ornamenten. Diese Musteranordnung wird auch als „Quincunx“-Muster bezeichnet.

### Lotto-Teppiche
„Lotto“-Teppiche wurden ursprünglich als „kleingemusterte Holbein-Teppiche vom Typ II“ eingeordnet. Hans Holbein der Jüngere hat jedoch selbst nie einen solchen Teppich gemalt. Sie erscheinen mehrmals auf Bildern von Lorenzo Lotto, nach dem sie benannt sind, wurden aber schon auf früheren Bildern anderer Maler abgebildet. Von Lotto ist auch bekannt, dass er selbst einen großen Teppich besaß, welchen Typs ist unbekannt. „Lotto“-Teppiche wurden vor allem während des 16. und 17. Jahrhunderts im Bereich der westanatolischen Ägäisküste produziert, aber auch in verschiedenen Ländern Europas nachgeahmt, unter anderem in Spanien, England und in Italien.
Die Teppiche sind durch ein charakteristisches geometrisches Arabeskenmuster gekennzeichnet, die ein leuchtend gelbes Raster in Form abwechselnd im Rapport angeordneter kreuzförmiger, oktogonaler oder rautenförmiger Medaillons auf rotem Feld bilden. Es sind „Lotto“-Teppiche verschiedener Größen, bis zu 6 m², erhalten. C. G. Ellis unterscheidet drei Hauptgruppen ihres Musters: den „anatolischen“, „Kilim-“ und „ornamentalen“ Stil. Sowohl „Holbein-“ als auch „Lotto“-Teppiche haben nur wenig Gemeinsamkeiten mit Ausschmückungen oder Ornamenten wie man sie auf anderen Objekten der osmanischen Kunst sieht. Briggs wies auf Ähnlichkeiten zwischen beiden Teppichmustern und Teppichen auf Miniaturen aus timuridischer Zeit hin. Es ist denkbar, dass „Holbein-“ und „Lotto“-Teppiche einer Mustertradition entstammen, die auf die Timuridenzeit zurückgeht.
Den Gemälden nach erreichten Teppiche dieses Typs Italien gegen 1516, Portugal etwa ein Jahrzehnt später, und Nordeuropa einschließlich Englands während der 1560er Jahre. Bis in die 1660er Jahre erscheinen sie noch auf Gemälden, besonders in der niederländischen Malerei.

### Ghirlandaio-Teppiche
Ein Teppich mit großer Ähnlichkeit zu einem Gemälde des Domenico Ghirlandaio von 1483 wurde von A. Boralevi in der Evangelischen Kirche von Hâlchiu (Heldsdorf) in Siebenbürgen gefunden. Der Teppich stammt wahrscheinlich aus Westanatolien und ist in das späte 15. Jahrhundert zu datieren.
Das Muster der Teppiche vom Ghirlandaio-Typ, wie es in einem weiteren Bild von 1486 abgebildet wird, ist den Teppichen vom „Holbein“-Typ I nahe verwandt. Kennzeichnend sind ein oder zwei rautenförmige Zentralmedaillons, aufgebaut aus einem Oktogon innerhalb eines Quadrats, von dessen Seiten dreieckige, kurvilineare Muster ausgehen. Teppiche mit solchen Medaillons wurden seit dem 16. Jahrhundert in der westanatolischen Provinz Çanakkale hergestellt. Ein Teppichfragment mit einem „Ghirlandaio“-Medaillon wurde auch in der Großen Moschee von Divriği gefunden, und ins 16. Jahrhundert datiert. Teppiche dieses Typs sind auch aus dem 17., 18., und 19. Jahrhundert bekannt, und werden in der türkischen Provinz Çanakkale noch heute hergestellt.
In seinem Aufsatz über Centralized Designs stellt Thompson das Zentralmedaillon orientalischer Teppiche in Beziehung zu den „Lotos-Piedestal-“ und „Wolkenkragen-“ Motiven der buddhistischen Kunst. Der Ursprung dieses Motivs könnte somit in präislamischer Zeit liegen. Wahrscheinlich stammt es aus der Zeit der mongolischen Yuan-Dynastie in China. Brüggemann und Boehmer arbeiteten diese Theorie weiter aus und nehmen an, dass das Motiv von den Seldschuken, oder den mongolischen Invasoren im 11. oder 13. Jahrhundert nach Anatolien gebracht wurde. Im Unterschied zu den vielfach variierten Mustern anderer Teppiche wurde das Muster des „Ghirlandaio“-Medaillons weitgehend unverändert vom 15. Jahrhundert bis in die heutige Zeit geknüpft. Somit stellt es ein ungewöhnliches Beispiel für Musterkontinuität innerhalb einer Region dar.

### Van Eyck und Petrus Christus: Gemalte Teppiche ohne bekannte Gegenstücke

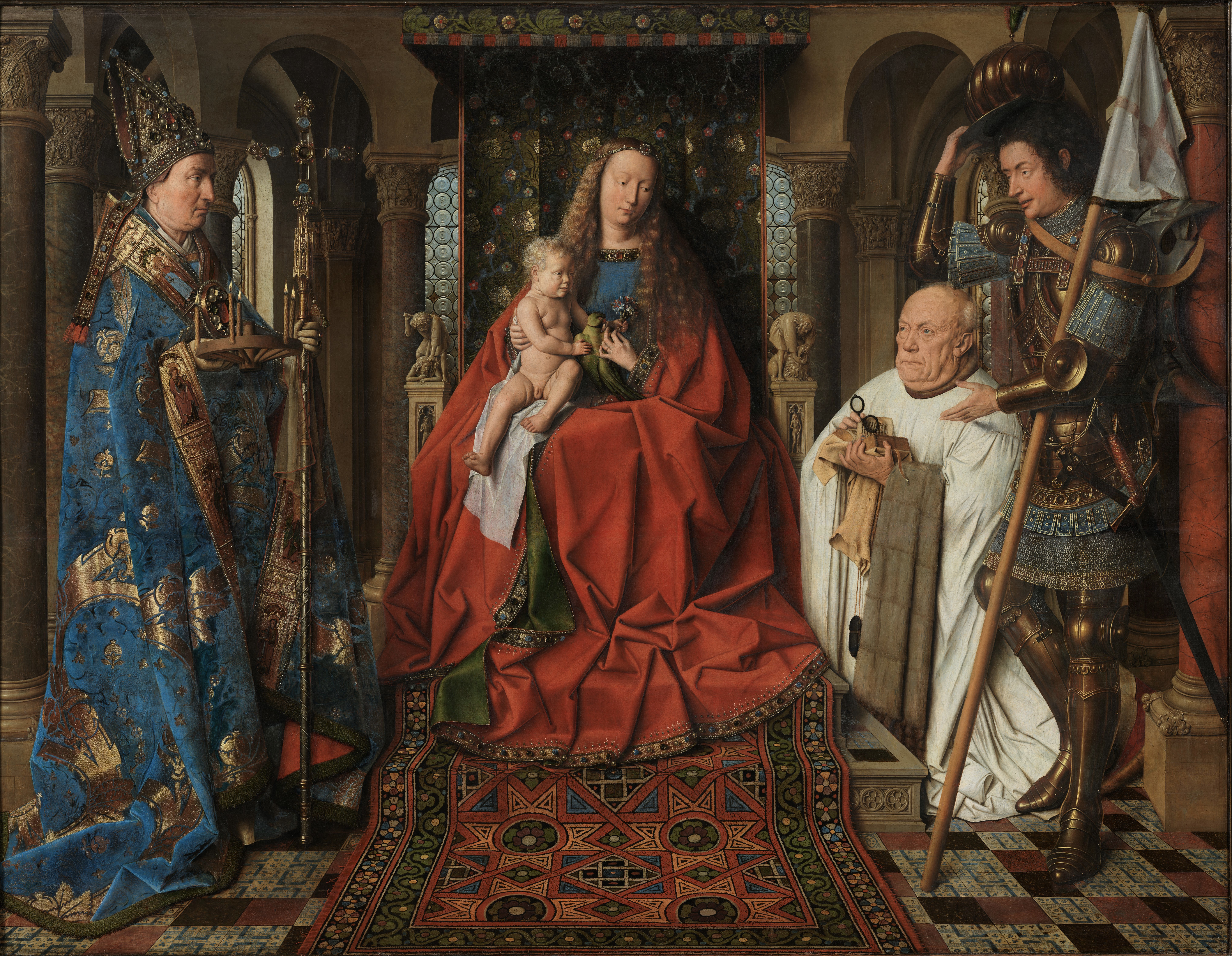
Jan van Eyck, Madonna des Kanonikus van der Paele, 1436, Groeningemuseum, Brügge.

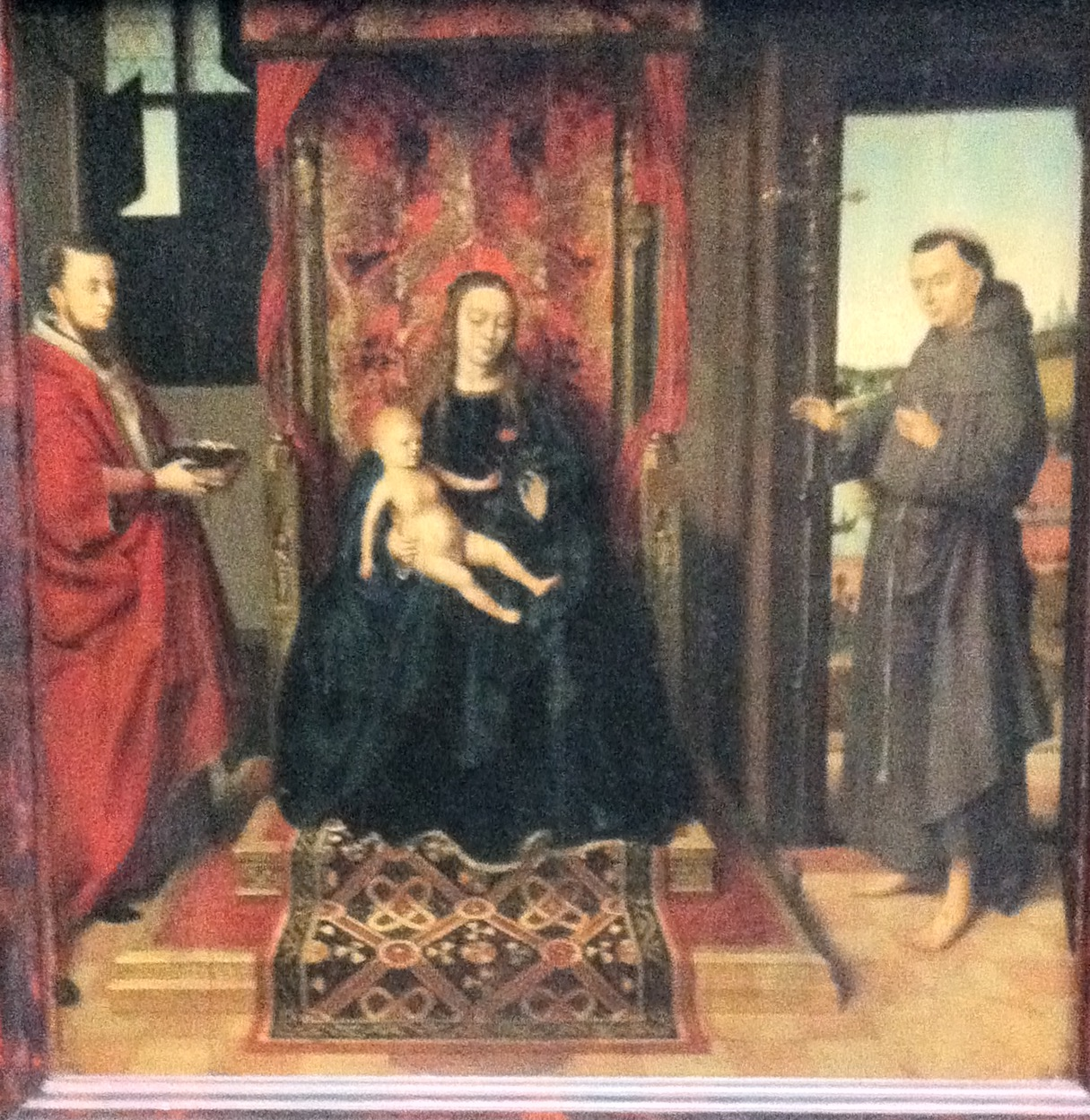
Petrus Christus, Jungfrau mit Kind und den Heiligen Hieronymus und Franziskus, 1457. Städelsches Kunstinstitut, Frankfurt.

Die niederländischen Maler Jan van Eyck und Petrus Christus haben in ihren Bildern Madonna des Kanonikus van der Paele, Lucca-Madonna, auf dem Dresdner Marienaltar (van Eyck), sowie Jungfrau und Kind mit den Heiligen Hieronymus und Franziskus (P. Christus) vier verschiedene, einander ähnliche Teppiche gemalt. Die realistische Malweise der Bilder lässt keinen Zweifel daran, dass es sich um geknüpfte Teppiche handelt. Vergleichbare Teppiche sind allerdings nicht erhalten geblieben.
Das Teppichmuster auf van Eycks Paele-Madonna konnte auf spätrömische Ursprünge zurückgeführt und steht in Beziehung zu frühen islamischen Bodenmosaiken des Umayyadenpalasts von Khirbat al-Mafdschar. Die Teppiche auf der Lucca-Madonna, dem Dresdner Marienaltar, und auf Jungfrau mit Kind und Heiligen sind einander auffallend ähnlich, aber nicht identisch. Sie zeigen geometrische Muster mit einer Rautenkomposition in unendlichem Rapport, aufgebaut aus schmalen Bändern, die achtstrahlige Sterne enthalten. Yetkin hat im Mevlana-Museum von Konya einen anatolischen Teppich mit ähnlichem, aber feiner ausgearbeitetem Muster identifiziert und ins 17. Jahrhundert datiert. Sie bringt diesen Teppich in Verbindung mit den kaukasischen „Drachenteppichen“ und interpretiert die Teppichmuster auf den Bildern von van Eyck und Petrus Christus als frühe anatolische Vorläufer dieser späteren kaukasischen Mustergestaltung.
Die Hauptbordüren der Teppiche auf den Bildern der „Paele-“ und „Lucca-Madonna“ sowie in „Jungfrau mit Kind und Heiligen“ zeigen jeweils ein nicht-orientalisches wellenförmiges Dreiblatt-Muster. Ähnliche Ornamente finden sich auch in weiteren niederländischen Gemälden aus dem 15. bis zum frühen 16. Jahrhundert. Die Fransen der Teppiche auf diesen Bildern befinden sich oft an den Seiten und nicht am oberen oder unteren Ende. Die Teppiche müssen daher entweder ein ungewöhnliches, quadratisches Format besessen haben, oder die Künstler haben sich bei der Gestaltung des Musters mehr Freiheit genommen und anhand der echten Modelle improvisiert. Alternativ könnten die Teppiche von van Eyck und Petrus Christus sogar aus westeuropäischer Herstellung kommen. Das wellenförmige Dreiblatt- (Kleeblatt-) Muster ist in der westgotischen Ornamentik gut bekannt.

## Spezielle Teppichgruppen

### Mamluken- und Kairener osmanische Teppiche
Beginnend mit der Mitte des 15. Jahrhunderts wurde in Ägypten ein Teppichtyp hergestellt, der durch ein dominantes Zentralmedaillon, oder 3–5 entlang der senkrechten Achse des Felds aufgereihte Medaillons gekennzeichnet ist. Zahlreiche kleinere Ornamente, wie beispielsweise achtstrahlige Sterne oder kleinere florale Muster, sind um diese Medaillons herum angeordnet. Die unzähligen kleinen, dicht angeordneten Ornamente ergeben mit den Worten Wilhelm von Bodes einen Eindruck, als sähe man durch ein Kaleidoskop hindurch. Sechzig Teppiche dieses Typs schenkten venezianische Kaufleute dem englischen Kardinal Thomas Wolsey als Gegenleistung für die Lizenz, Wein nach England importieren zu dürfen.
Das früheste bekannte Gemälde, auf dem ein Mamluken-Teppich abgebildet ist, ist Giovanni Bellinis Portrait des Dogen von Venedig, Loredan, und seiner vier Berater von 1507. Ein unbekannter französischer Meister porträtierte 1555 Die drei Coligny-Brüder. Eine weitere Darstellung findet sich auf Ambrosius Franckens Das letzte Abendmahl, etwa 1570. Auf diesem Bild wird das große Zentralmedaillon des Teppichs so dargestellt, dass es den Heiligenschein um den Kopf Christi betont. Die charakteristischen Ornamente des Mamlukenteppichs sind auf dem Bild klar erkennbar. Ydema hat insgesamt 16 datierbare Abbildungen von Mamlukenteppichen in niederländischen Renaissancegemälden dokumentiert.
Nach der Eroberung des Mamlukensultanats von Ägypten durch die Osmanen gingen zwei unterschiedliche Kulturen ineinander auf. Dies bildet sich auch in den Mamlukenteppichen ab, die nach der Einnahme Ägyptens geknüpft worden sind. Die Kairener Teppichknüpfer übernahmen ab dieser Zeit traditionell türkisch-osmanische Muster. Teppiche dieses Typs wurden in Ägypten noch bis ins frühe 17. Jahrhundert hinein hergestellt. Ein Teppich des Kairener Osmanentyps ist in Louis Finsons Gemälde Die Verkündigung dargestellt. Das Muster der Haupt- und Nebenbordüren ist das gleiche wie das eines Teppichs, der heute im Rijksmuseum Amsterdam aufbewahrt wird. Ein ähnlicher Teppich wurde von Adriaen van der Venne in Geckie met de Kous, 1630, abgebildet. Peter Paul Rubens und Jan Brueghels des Älteren Christus im Haus von Maria und Martha, 1628, zeigt die gleichen charakteristischen S-förmigen Stängel, die in doppelten Sichelblättern enden. Unterschiedliche Teppiche des Kairener Osmanentyps sind auch auf Moretto da Brescias Fresken in der „Sala delle Dame“ im Palazzo Salvadego in Brescia, Italien, abgebildet.

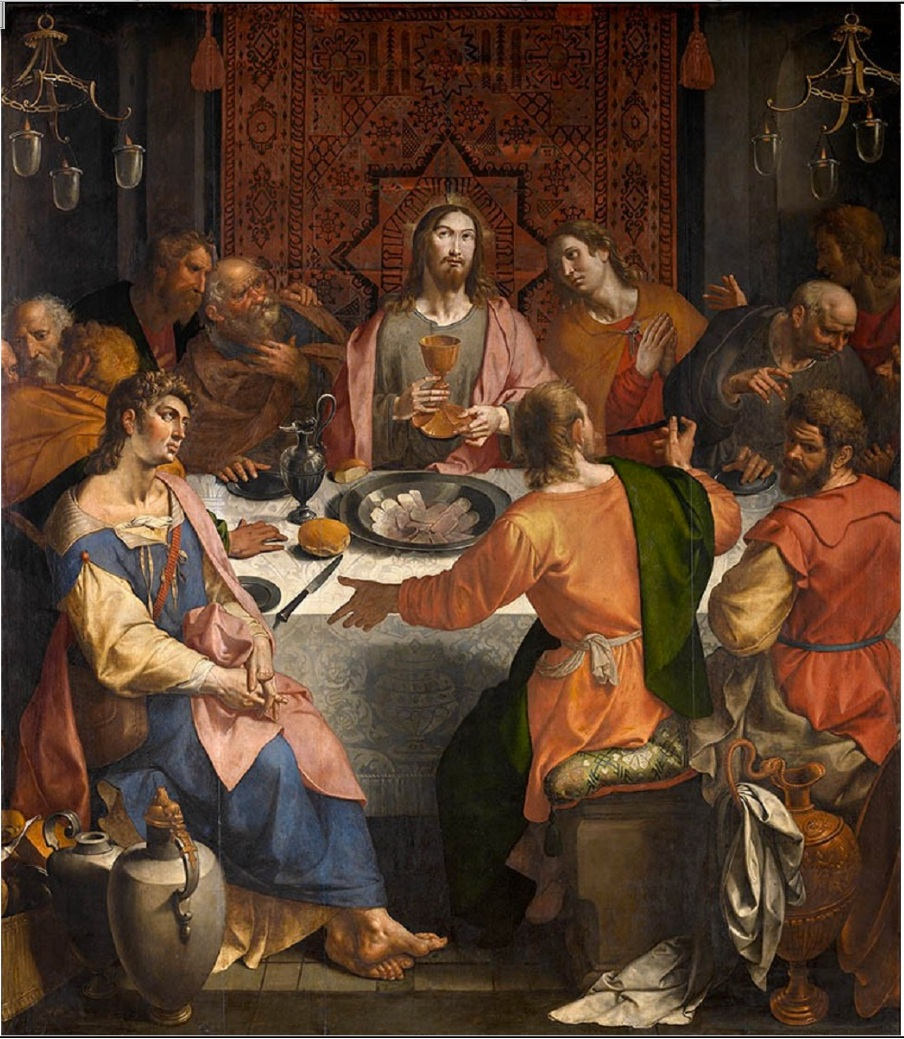
Ambrosius Francken – Das letzte Abendmahl, 16. Jahrhundert, Königliches Museum der Schönen Künste (Antwerpen), mit einem ägyptischen Mamlukenteppich im Hintergrund
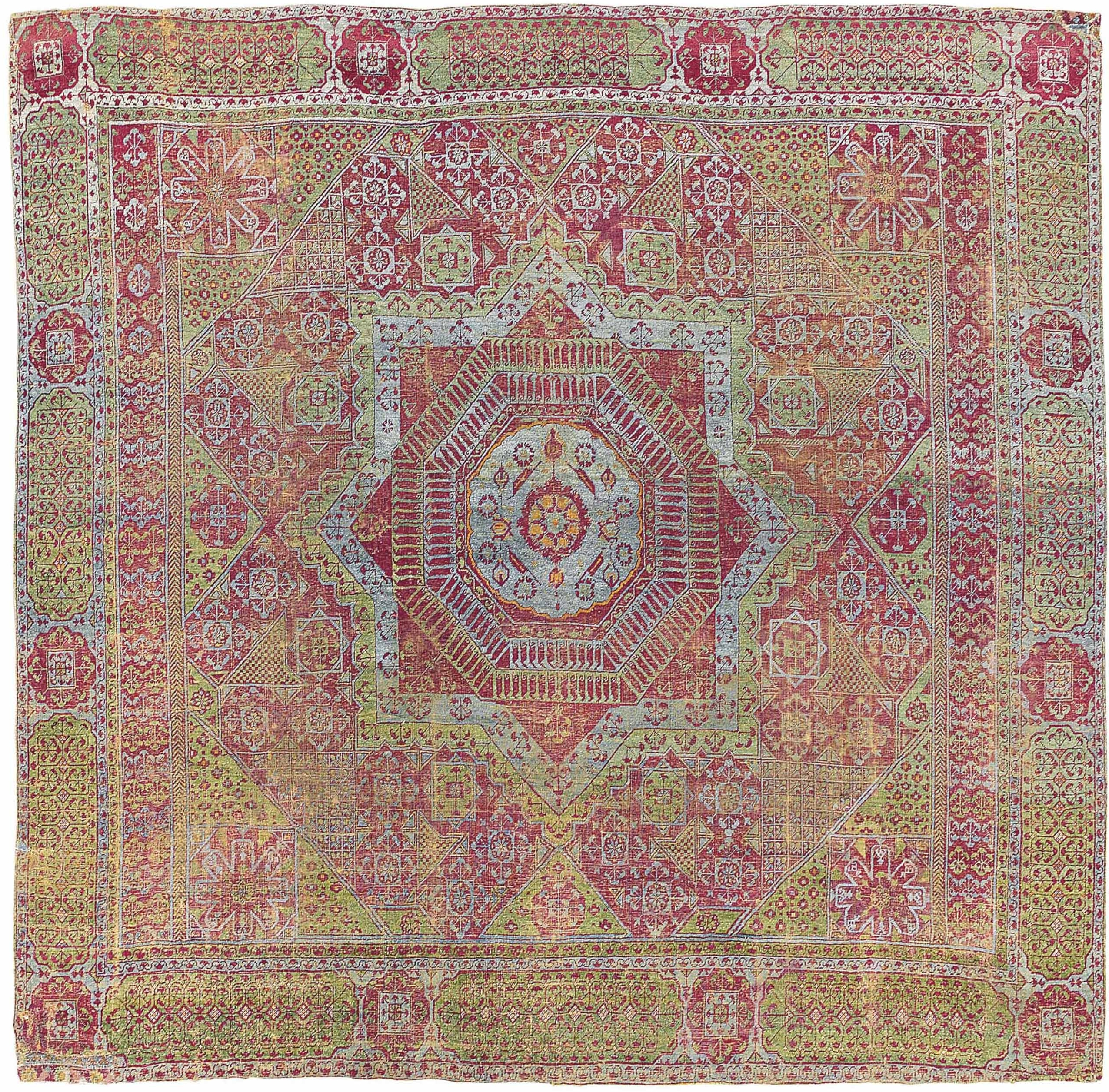
Der „Baillet-Latour“ Mamlukenteppich, Kairo, frühes 16. Jahrhundert
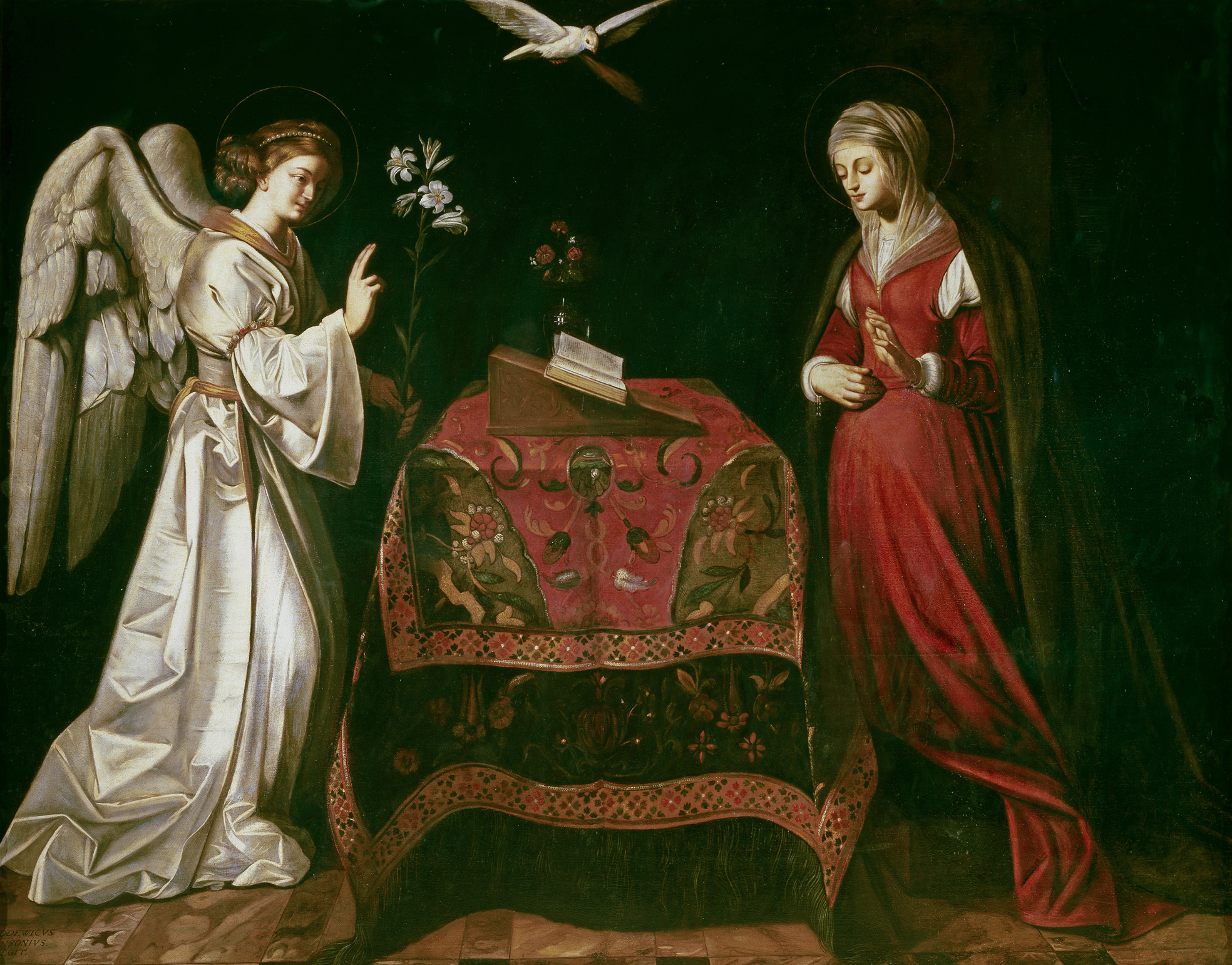
Louis Finson, Die Verkündigung. 17. Jahrhundert, Museo del Prado, mit der Abbildung eines Kairener Osmanenteppichs
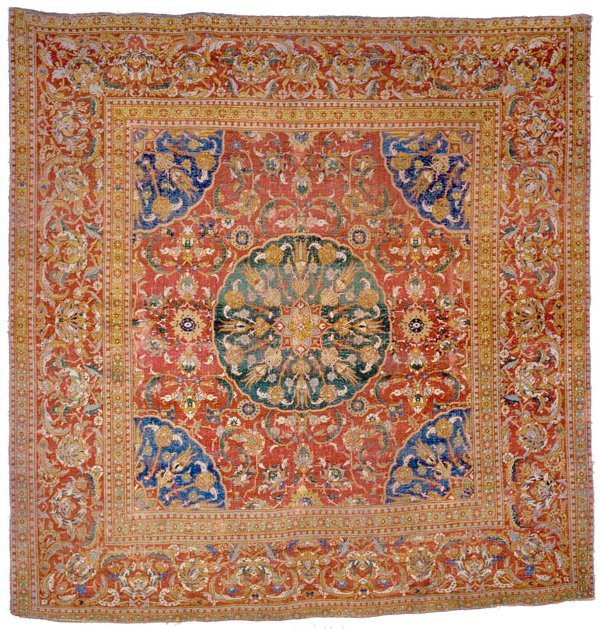
Osmanischer Teppich, wahrscheinlich aus Kairo. 1. Hälfte 17. Jh.
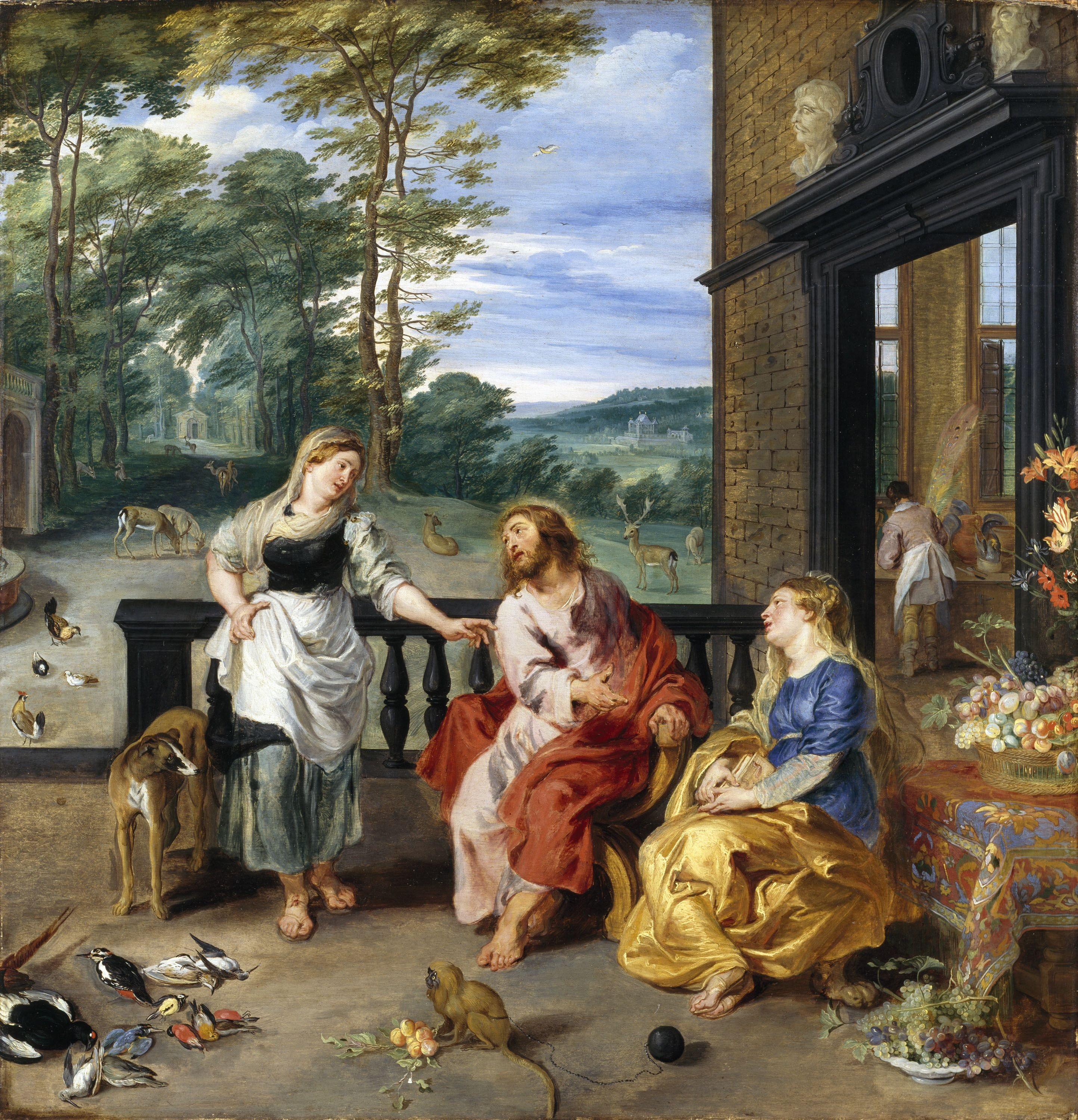
Jan Brueghel und Peter Paul Rubens, Christus im Haus Marthas und Marias, 1628, National Gallery of Ireland, mit der Abbildung eines Kairener Osmanenteppichs.
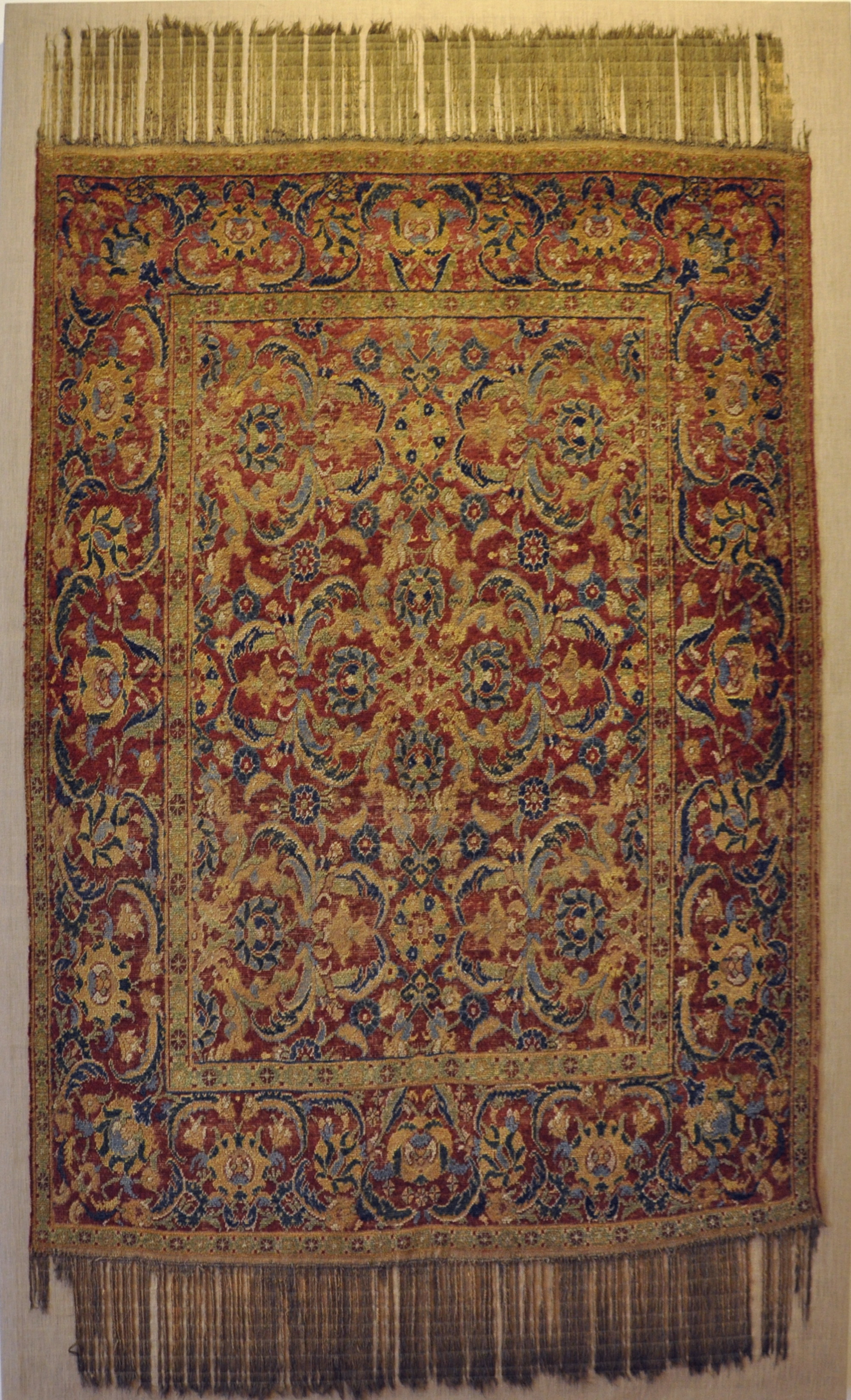
Kairener Osmanenteppich, 16. Jahrhundert Museum für Angewandte Kunst Frankfurt St. 136

### „Schachbrett“- oder Kompartment-Teppiche des 17. Jahrhunderts
Eine extrem seltene Gruppe von Teppichen, von denen man früher angenommen hatte, dass sie sich von den Mamluken- und Kairener Osmanenteppichen ableiten, sind die Schachbrett- oder Kompartment-Teppiche. Es sind nur ungefähr dreißig dieser Teppiche überhaupt bekannt, die alle eine ähnliche aus Quadraten zusammengesetzte Mustergestalt haben, in deren Ecken sich jeweils Dreiecke befinden, die ein Sternenmuster umschließen. Der Musteraufbau aus diesen Quadraten hat den Teppichen ihren Namen gegeben. Ihre Herkunft ist nach wie vor umstritten. Farbwahl und Musterung der Teppiche ähneln derjenigen der Mamluken-Teppiche, jedoch sind sie „Z-gesponnen“ und „S-gezwirnt“, in ähnlicher Weise wie die frühen anatolischen und kaukasischen Teppiche. Seit dem frühen 20. Jahrhundert wird mangels genauerer Informationen Damaskus als Produktionsort angenommen. Pinner und Franses argumentieren in dieser Richtung, da Syrien früher zunächst Teil des Mamluken-, später des Osmanischen Reiches war. was die Ähnlichkeit von Mustern und Farben mit den Kairener Teppichen erklären könnte. Auch stimmt die Datierung der Schachbrett-Teppiche mit der Registrierung von „Damaszener“ Teppichen in europäischen Sammlerinventaren des frühen 17. Jahrhunderts überein. Teppiche vom Schachbrett-Typ sind auch auf Pietro Paolinis (1603–1681) Selbstbildnis sowie auf Gabriel Metsus Bild Die Musikfreunde abgebildet.

### Stern- und Medaillonteppiche aus Uşak
Im Gegensatz zu der relativ großen Zahl erhaltener Teppiche dieses Typs erscheinen wenige hiervon auf Renaissance-Gemälden.
Stern-Uşak-Teppiche sind oft in großen Formaten hergestellt worden. Als solche repräsentieren sie ein typisches Produkt der höher organisierten Stadtmanufaktur. Sie sind gekennzeichnet durch große, dunkelblaue sternförmige Primärmedaillons in unendlichem Rapport auf einem sekundären floralen Rankenmuster. Ihr Muster wurde wahrscheinlich von zeitgenössischen Mustern aus der nordwestpersischen Buchkunst beeinflusst. Verglichen mit den Medaillon-Uşak-Teppichen ist das Konzept des unendlichen Rapports in Sternuşak-Teppichen konsequenter durchgehalten und steht noch im Einklang mit der frühen türkischen Mustertradition. Ein Muster im unendlichen Rapport kann auf Teppichen unterschiedlichster Größe und in vielfältig variierten Dimensionen auftreten, weil das Teppichfeld jeweils einen beliebigen Ausschnitt des Musters wiedergeben kann. Stern-Uşak-Teppiche sind entsprechend in vielen verschiedenen Formaten erhalten.
Medaillon-Uşak-Teppiche haben meist ein rotes oder blaues Feld, das mit einem floralen Gitter oder Blattranken verziert ist, sowie ovale Primärmedaillons, die mit kleineren achtfach gelappten Sternen abwechseln, oder gelappte Medaillons, die in verschränkte florale Muster eingebunden sind. Ihre Bordüren weisen häufig Palmetten auf floralem oder Blätterband und „pseudo-kufische“ Zeichen auf
Die bekannteste Darstellung eines Medaillon-Uşakteppichs, Bei der Kupplerin wurde 1656 von Jan Vermeer gemalt. Der Teppich ist horizontal platziert; das obere oder untere Ende mit dem sternförmigen Eckmedaillon liegt unter der Hand der Frau, die das Glas hält. Die Teppiche auf Vermeers Bildern Der Musikunterricht, Mädchen liest einen Brief am offenen Fenster und Das Konzert sind einander bis in die Details des Musters und der Gewebetextur so ähnlich, dass alle drei vielleicht auf einen einzigen Teppich aus dem Besitz Vermeers zurückgehen. Die Gemälde von Vermeer, Steen und Verkolje zeigen darüber hinaus einen speziellen Typ des Uşak-Teppichs, von dem kein erhaltenes Exemplar bekannt ist. Diese Teppiche sind charakterisiert durch ihre eher dunklen Farben, die grobe Webart, und eher degenerierte kurvilineare Muster. Man nimmt an, dass die osmanischen Manufakturen sie eigens produziert haben, um die gestiegene Nachfrage zu bedienen.

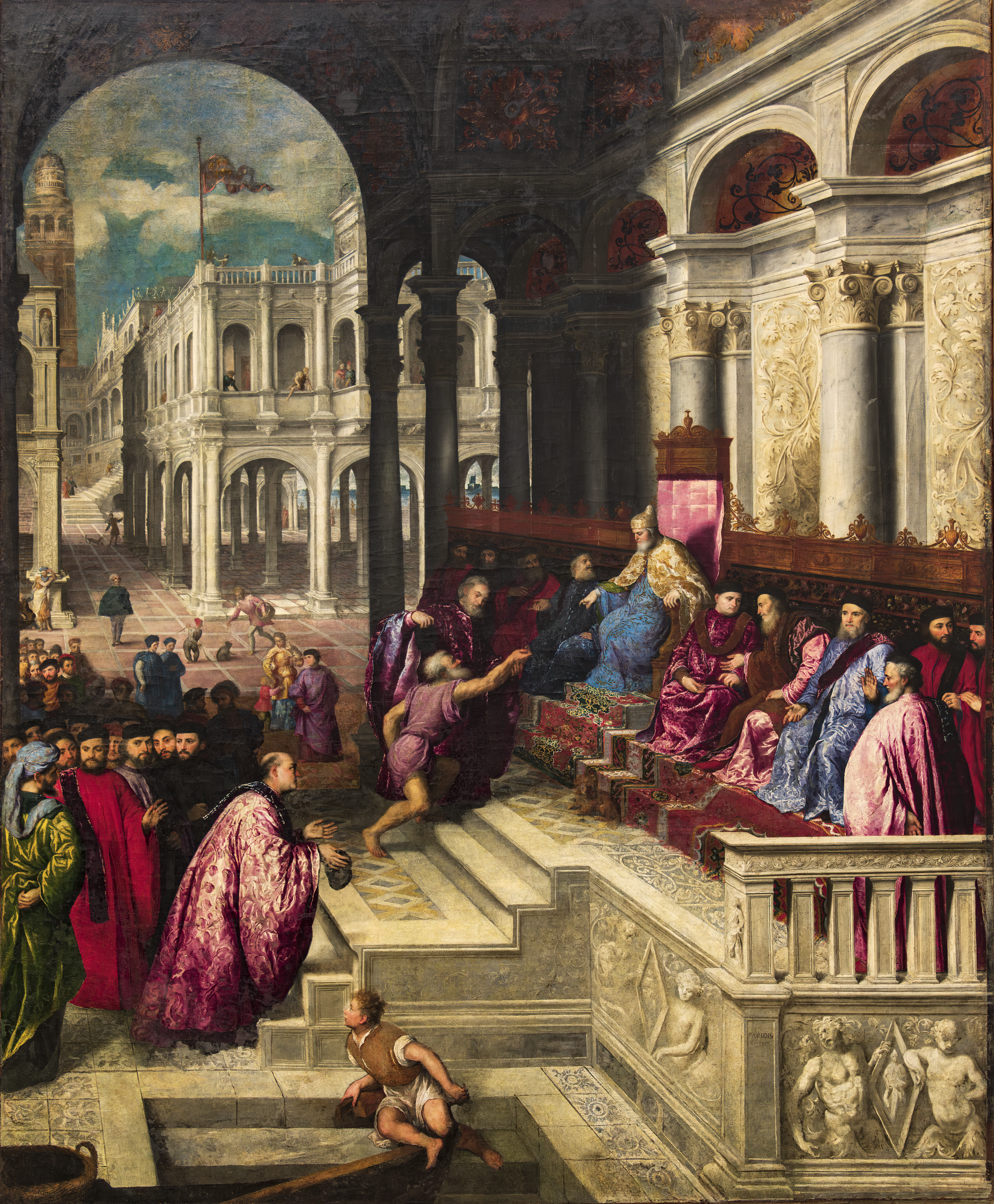
Paris Bordone, Der Ring des Fischers, 1534. Die einzige bisher bekannte Abbildung eines großen Stern-Uşaks mit achtstrahligen Sternmedaillons.
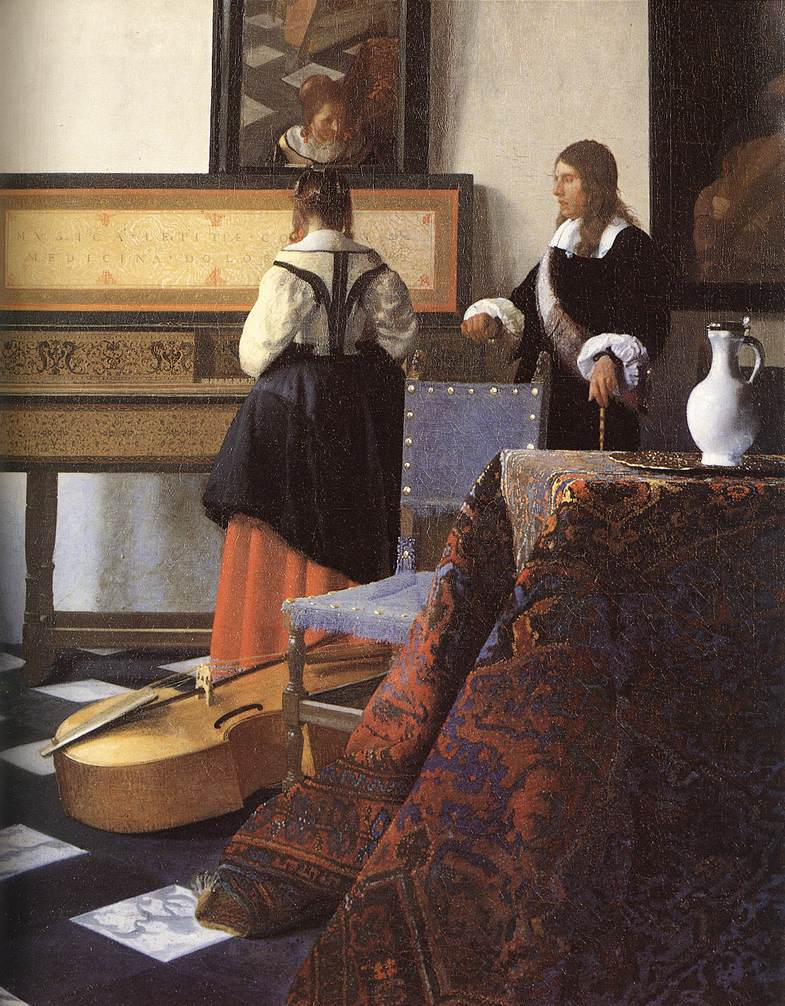
Jan Vermeer, Dame am Virginal mit einem Herrn (Detail), 1662–1665, Royal Collection, Buckingham Palace
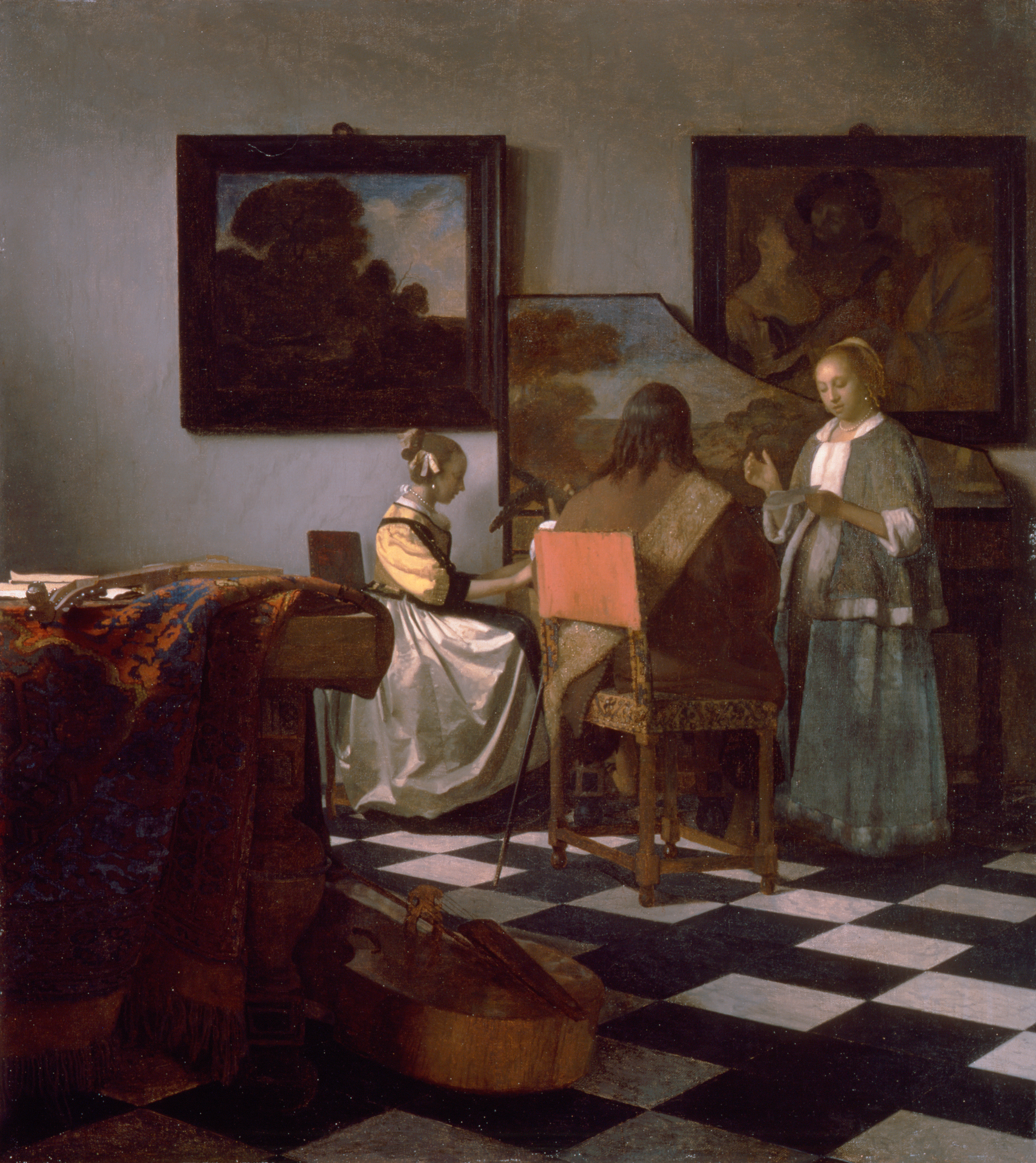
Jan Vermeer, Das Konzert, 1663–1666, gestohlen 1990 aus dem Isabella Stewart Gardner Museum, Boston.
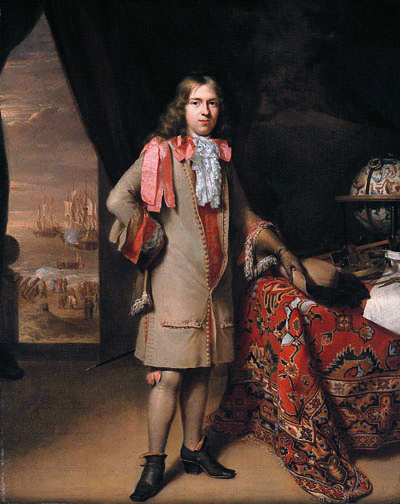
Jan und Nikolaas Verkolje, Portrait von Willem de Vlamingh, 1690–1700

### Persische, anatolische und indische Teppiche des 17. Jahrhunderts
Während des 16. und 17. Jahrhunderts blieben Teppiche ein wichtiges Dekorationselement, beispielsweise in den englischen Porträts von William Larkin.
Die fein geknüpften Seidenteppiche aus der Zeit Schah Abbas I. aus Kaschan und Isfahan werden nur selten auf Gemälden dargestellt, weil sie ohne Zweifel nur selten in europäischen Wohnungen vorkamen. Eine Dame, die Theorbe spielend von Gerard Terborch, (Metropolitan Museum of Art, Inv. 14.40.617) stellt einen solchen Teppich dar. Er liegt auf dem Tisch, auf dem der Kavalier der Dame sitzt. Florale „Isfahan“-Teppiche dagegen wurden in großer Zahl nach Portugal, Spanien und in die Niederlande exportiert, und sind häufig auf Bildern von Velásquez, Rubens, Van Dyck, Vermeer, Terborch, de Hooch, Bol und Metsu abgebildet. Wiederum stellen die bekannten Entstehungsdaten der Bilder Fixpunkte für die Etablierung einer Chronologie der Teppichproduktion zur Verfügung.
Anthony van Dycks königliche und adlige Auftraggeber waren meist schon dazu übergegangen, sich mit persischen Teppichen abbilden zu lassen. Weniger Wohlhabende werden immer noch mit türkischen Teppichen gezeigt. Das 1620 entstandene Portrait des Abraham Graphaeus von Cornelis de Vos, und Thomas de Keysers Portrait eines Mannes (1626) und Portrait des Constantijn Huyghens und seines Sekretärs (1627) gehören zu den frühesten Bildern, die einen neuen anatolischen Teppichtyp zeigen, der damals in großen Mengen nach Europa gelangte. Die osmanischen Manufakturen reagierten wohl auf die steigende europäische Nachfrage nach Knüpfteppichen. Eine Anzahl dieser Teppiche hat sich in Siebenbürgen erhalten, das während des 15. bis 17. Jahrhunderts eine bedeutende Handelsstation zwischen dem osmanischen Reich und Europa war. Teppiche dieses Typs werden allgemein als Siebenbürger Teppiche bezeichnet (Ydema 1991, S. 48–51). Pieter de Hoochs Portrait einer Familie beim Musizieren (1663) zeigt einen solchen „Siebenbürger Teppich“. In den damaligen amerikanischen Kolonien malte Robert Feke 1741 Isaac Royall und seine Familie um einen Tisch sitzend, auf dem ein Bergama-Teppich liegt.
Von der Mitte des 16. Jahrhunderts an brachte der einsetzende direkte Handel mit dem Mogulreich indische, von persischen Vorbildern beeinflusste Teppiche nach Europa. Niederländische Maler des Goldenen Zeitalters, wie beispielsweise Jan Vermeer in seinem Musikunterricht, zeigten ihre Kunstfertigkeit in der realistischen Abbildung der Lichteffekte auf ausgebreiteten Teppichen. Zu seiner Zeit kamen diese Teppiche schon recht häufig in wohlhabenden Haushalten vor, wie historische Testamente und Nachlassinventare zeigen.
Gegen Ende des 16. Jahrhunderts hatten islamische Teppiche viel von ihrem Status als Prestigeobjekte verloren. Die höchstgestellten Porträtierten ließen sich jetzt eher mit kostbaren Teppichen aus europäischer Manufaktur wie der französischen Savonnerie-Manufaktur abbilden. Deren schlichtere Muster ließen sich einerseits einfacher abbilden, zum anderen erlischt das Interesse an detailreicher realistischer Abbildung in der bildenden Kunst dieser Zeit. Wenn Orientteppiche im Detail abgebildet wurden, dann eher in explizit orientalistischen Bildern der späteren europäischen Malerei.

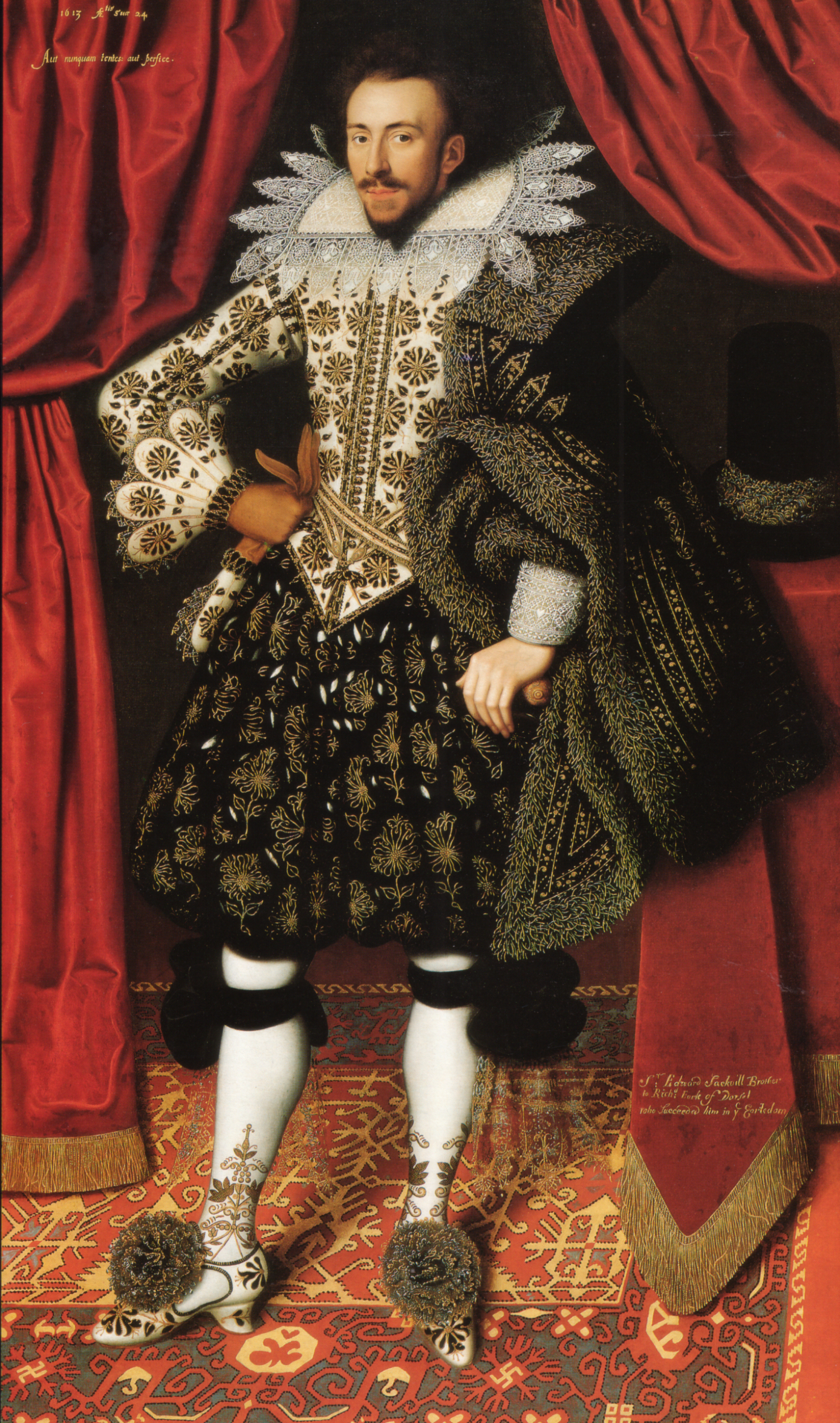
William Larkin, Richard Sackville, 3. Earl of Dorset, 1613, steht auf einem „Lotto-Teppich“.
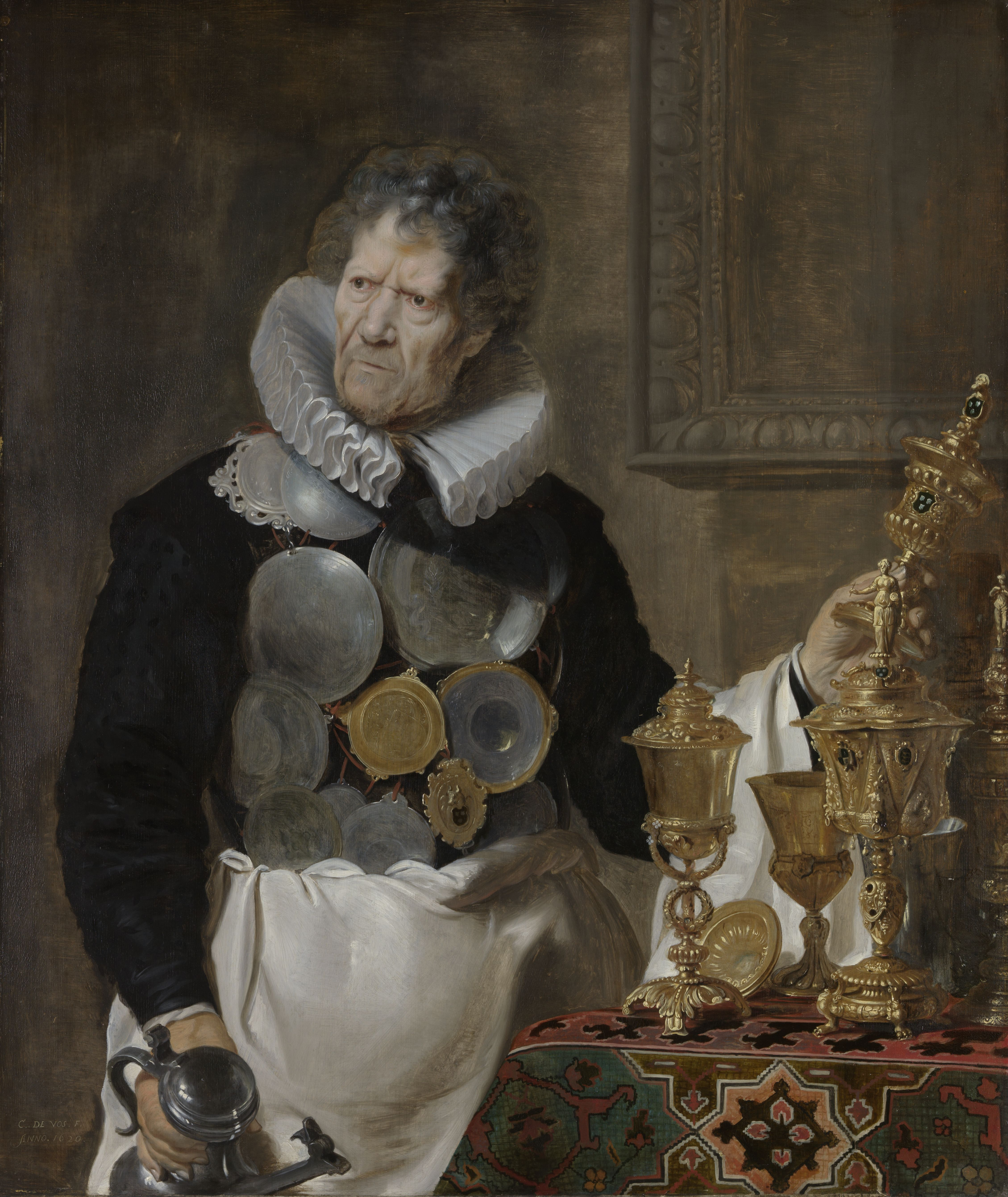
Portrait des Abraham Grapheus, Cornelis de Vos, 1620, Königliches Museum der Schönen Künste (Antwerpen), 104
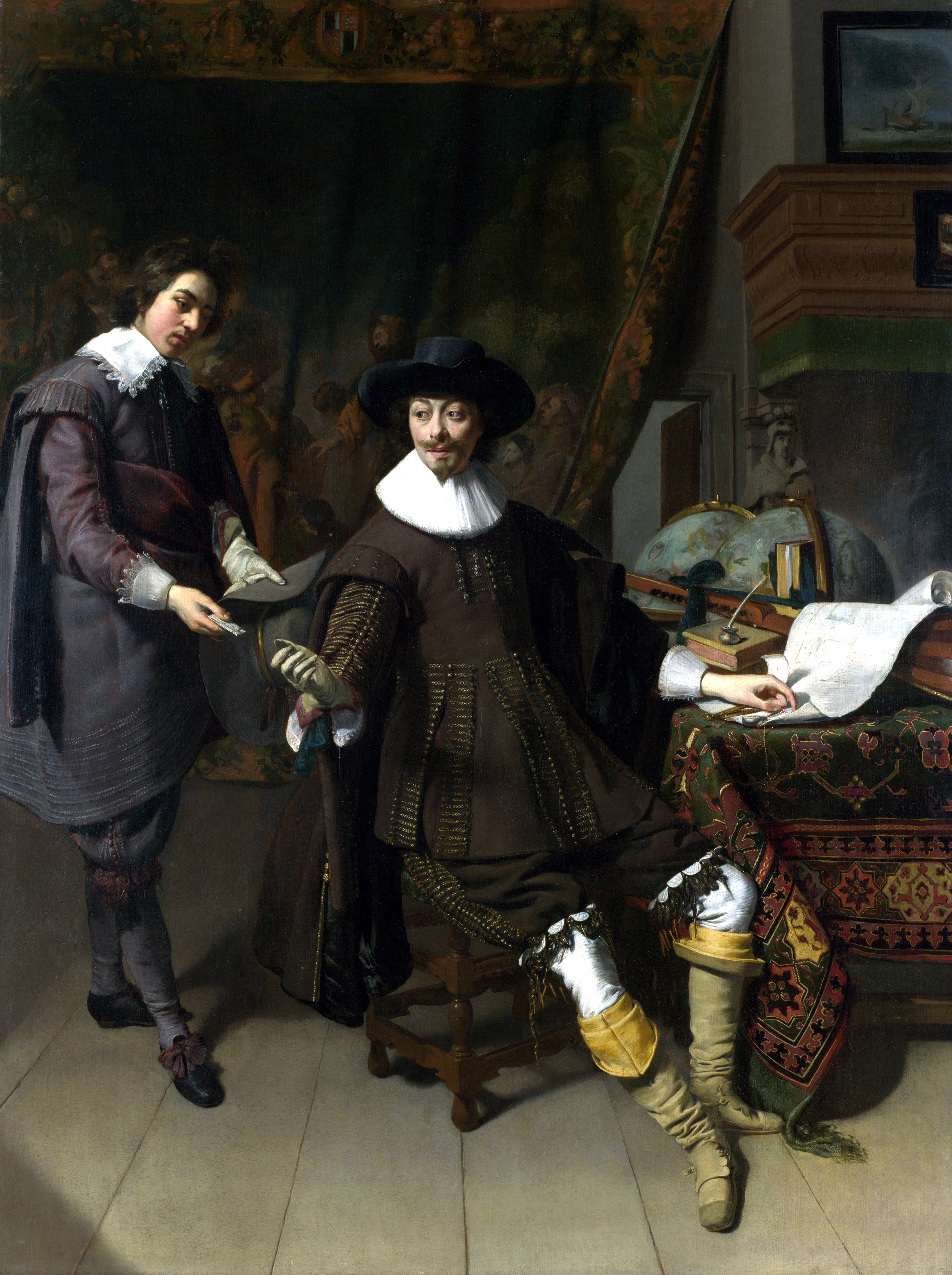
Thomas de Keyser, Portrait des Constantijn Huygens und seines Sekretärs, 1627, National Gallery (London)
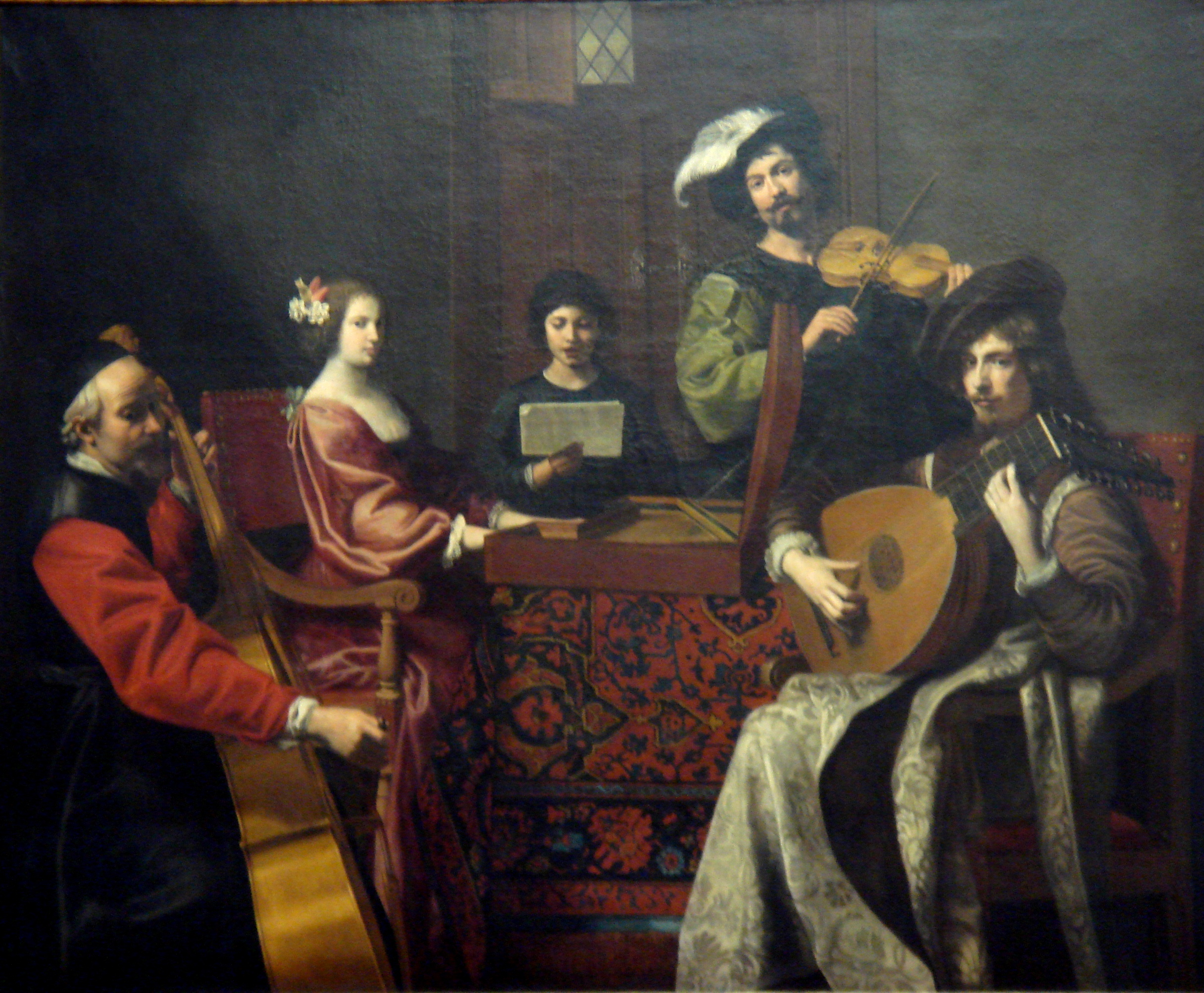
Nicolas Tournier, Konzert, 1630–1635.
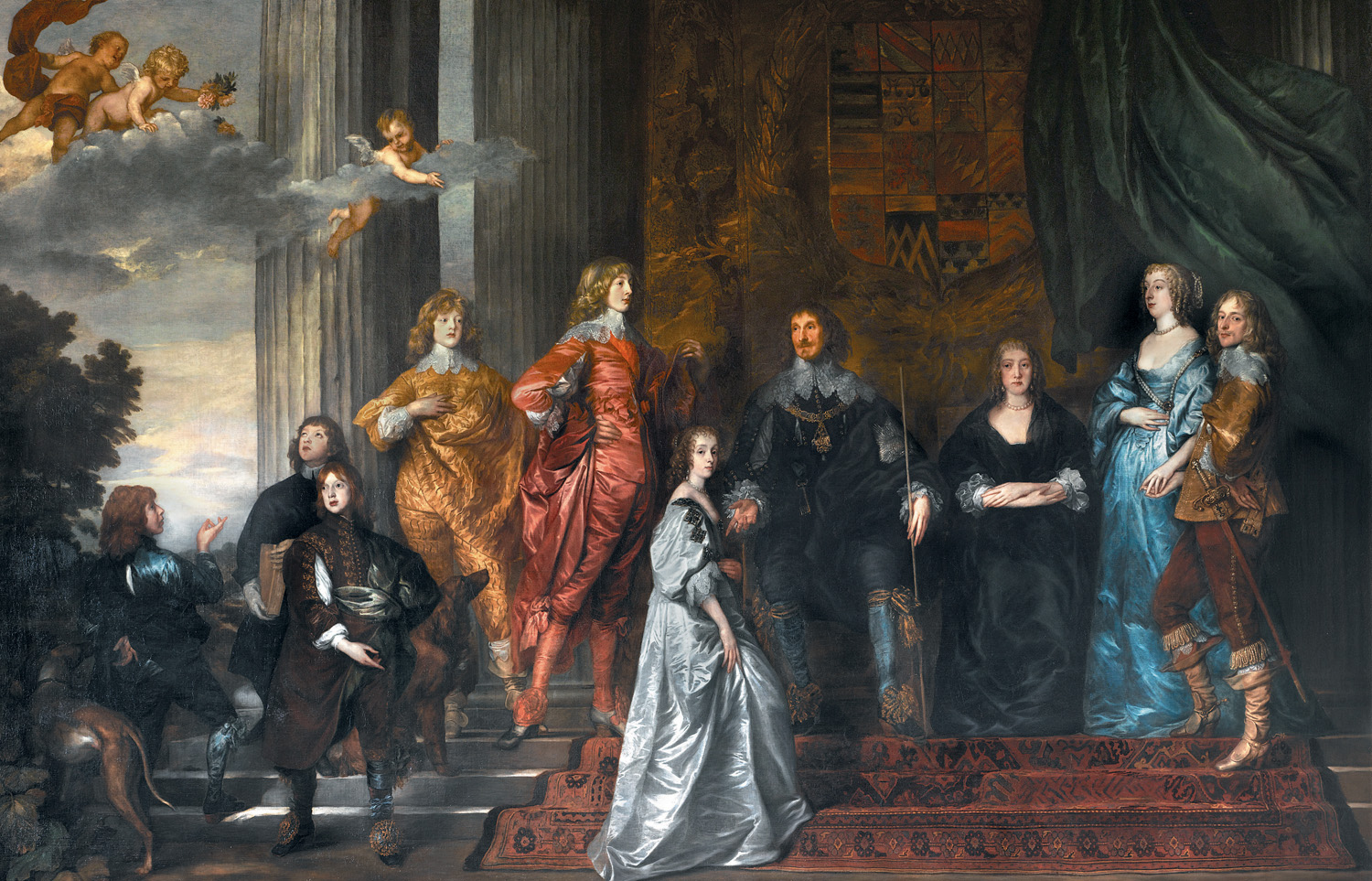
Anthony van Dyck, Philip Herbert, 4. Earl of Pembroke mit seiner Familie, Darstellung eines persischen Teppichs
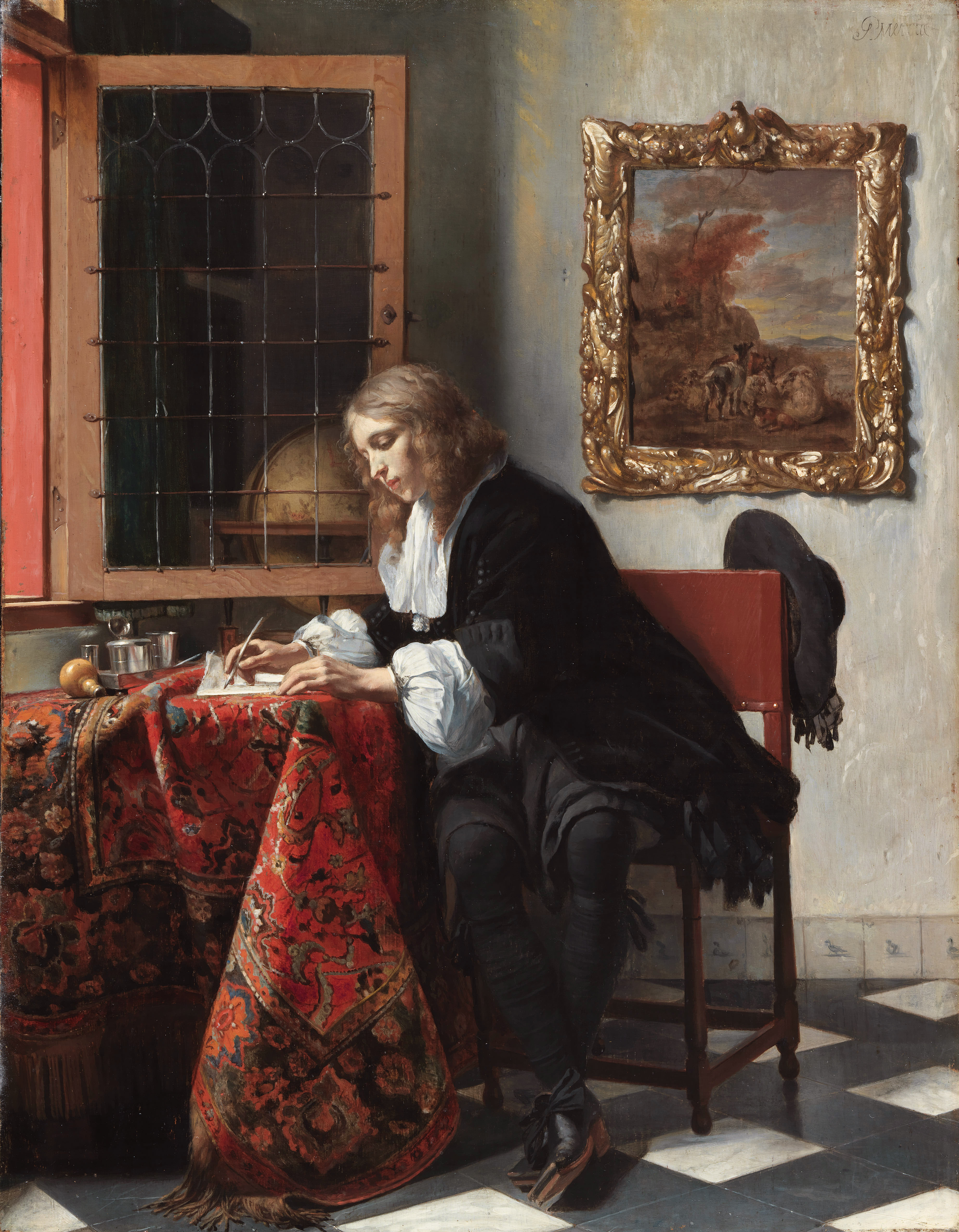
Gabriel Metsu, Mann, einen Brief schreibend, 1664–1666, National Gallery of Ireland

## Islamische Teppiche im kulturellen Kontext der Renaissancezeit

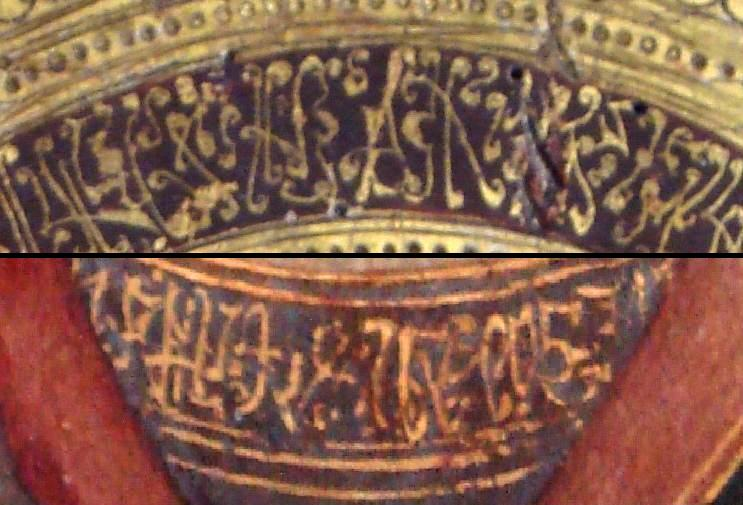
Oben: Detail eines Mantelsaums in Antonio Vivarini Ludwig von Toulouse, 1450. Unten: Detail eines Mantelsaums in Jacopo Bellini Jungfrau der Demut, 1440. Louvre.

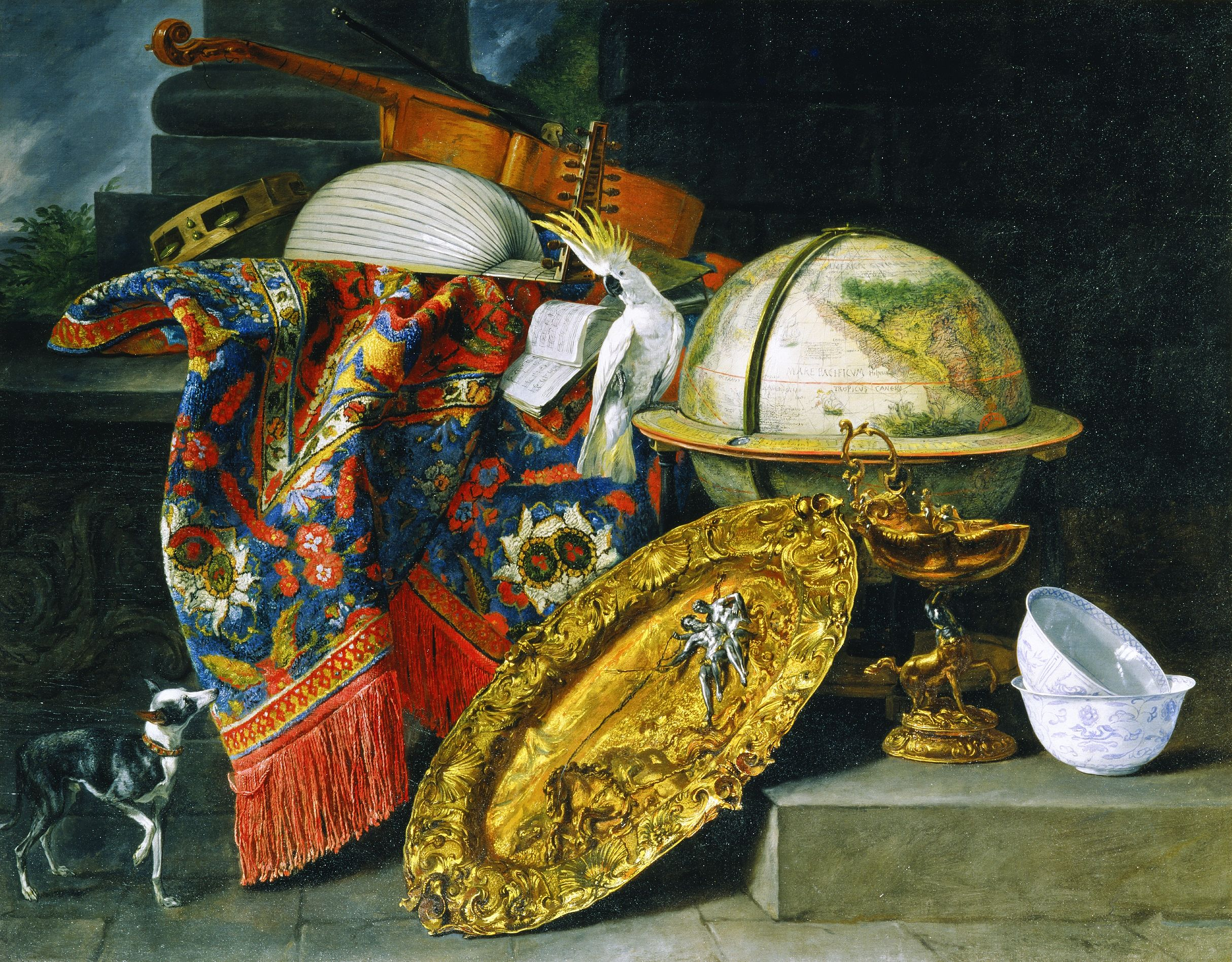
Pieter Boel, Stillleben mit Globus und Papagei, circa 1658

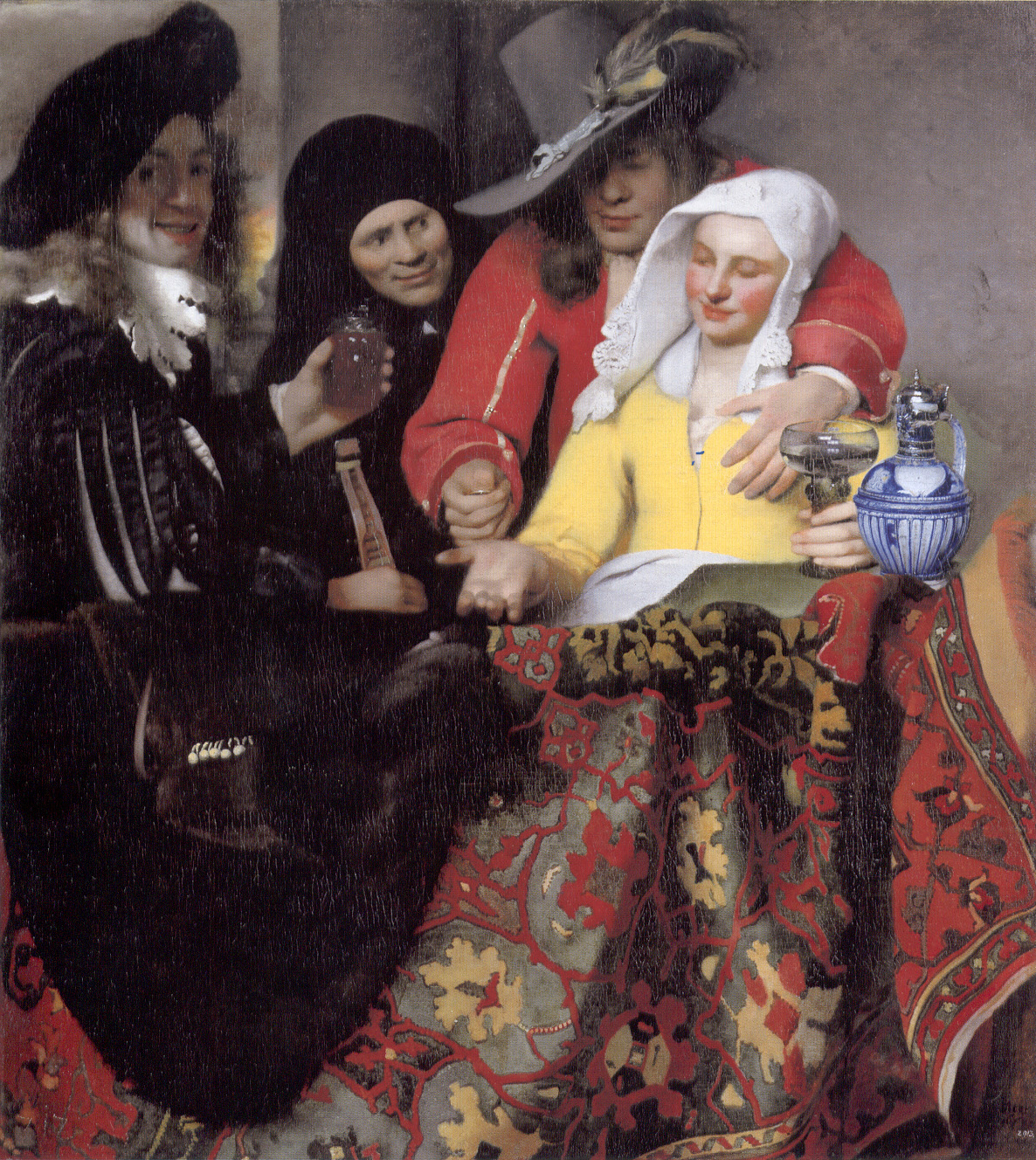
Jan Vermeer, Bei der Kupplerin, 1656, Gemäldegalerie Alte Meister

Die europäische Wahrnehmung von islamischen Teppichen während der Renaissancezeit ist durch drei Aspekte gekennzeichnet:
1. Aufgrund ihrer Seltenheit, Kostbarkeit und Fremdheit wurden Orientteppiche besonders in der frühen Renaissancezeit oft als Hintergrund für die Darstellung von Heiligen und religiösen Szenen verwendet.
2. Im allgemeineren Sinn wurden islamische Teppiche als seltenes Handelsgut und repräsentative Luxusobjekte wahrgenommen. Ab der Mitte des 16. Jahrhunderts tendiert der ikonologische Kontext eher zur Idee der Ausschweifung und Eitelkeit oder „Vanitas“.
3. Als die Kontakte zwischen der islamischen Welt und Europa enger wurden, häufig von Gewalt begleitet, wurden islamische Teppiche oft symbolisch für die fremde Welt und Kultur des Islam verwendet und dienten dann der christlichen Selbstbestätigung.

In jedem Fall wurden islamische Teppiche nach aktuellen Theorien in Europa durchweg anders aufgefasst als in ihrem ursprünglichen kulturellen Kontext, der während der Renaissancezeit nie vollständig verstanden wurde.

### Sakrale Bildthemen
Die ersten Orientteppiche erscheinen auf Gemälden der frühen Renaissancezeit. Sie dienen in den meisten Fällen als Hintergrund für religiöse Szenen; Heilige werden auf Teppichen thronend oder stehend abgebildet und so von ihrer Umgebung abgegrenzt und hervorgehoben. Gewöhnliche Menschen, oftmals die Stifter der Gemälde, durften manchmal an der Atmosphäre der Heiligkeit teilhaben, indem sie sich nahe an der heiligen Person, oder buchstäblich „auf dem gleichen Teppich“ stehend oder kniend abbilden ließen. Dieser Kontext wird noch heute verstanden und manchmal auch verwendet. Später wurde die religiöse Ikonographie von politisch einflussreichen Personen übernommen, um ihren gesellschaftlichen Status und ihre Macht zu betonen.

Eine alternative Deutung der Darstellung von Orientteppichen in der Renaissancemalerei, vor allem im Zusammenhang mit sakralen Bildthemen, legte Volkmar Gantzhorn 1998 vor. Nach Vergleichen von Mustern und Symbolen der abgebildeten und erhaltenen Teppiche, beispielsweise mit der armenischen Buchmalerei der gleichen Zeit, kommt er zu dem Schluss, dass die Mehrzahl der erhaltenen und in den Gemälden wiedergegebenen Teppiche von christlichen Armeniern hergestellt worden seien, und aufgrund ihrer symbolisch verschlüsselten sakralen Bedeutung als „christliche Orientteppiche“ in den Kirchen Westeuropas verwendet wurden. Das Fehlen von schriftlichen Quellen, die diese Hypothese aus zeitgenössischer westeuropäischer Sicht stützen würden, begründet Gantzhorn mit der überwiegend mündlichen und nur einer religiösen Elite voll zugänglichen Tradition in den Knüpfarbeiten verborgener Symbole armenischer Christen, und dem Abbruch dieser Tradition infolge der Vertreibung der Armenier aus Anatolien im frühen 20. Jahrhundert. Die teilweise polemisch und auf dem Hintergrund des Völkermords an den Armeniern nicht immer sachlich geführte Diskussion ist noch nicht abgeschlossen.

### Luxusobjekte und Dekoration

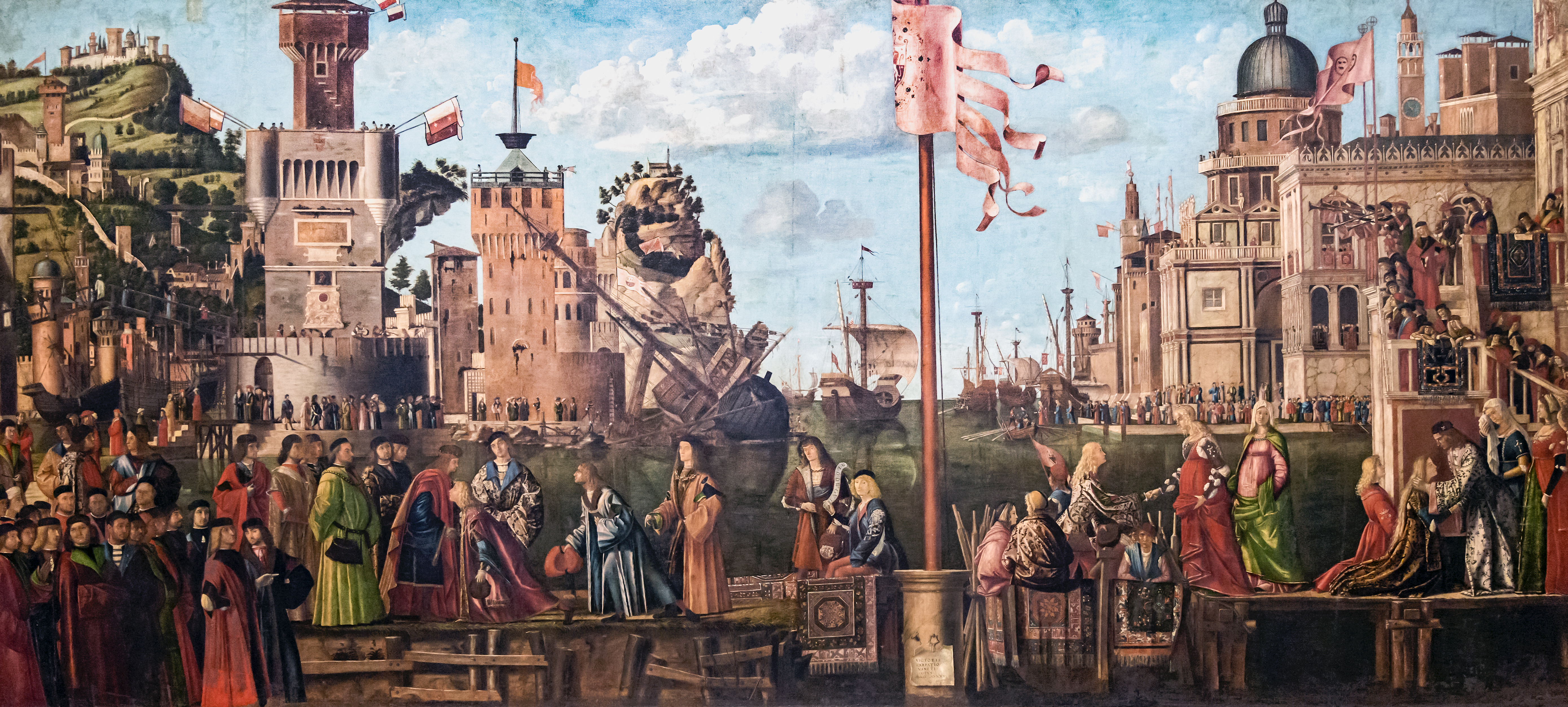
Vittore Carpaccio, Einschiffung der Hl. Ursula, Gallerie dell' Accademia, Venedig

Wir verstehen nicht genau, was die Künstler der Renaissance über die Teppiche dachten, die sie abbildeten. Wir wissen, dass der Markusplatz zu besonderen Gelegenheiten mit Teppichen geschmückt wurde, die von den Fensterbänken der umgebenden Paläste und Häuser herabhingen. Die Teppiche wirken als dekoratives Rahmenwerk und betonen so die wichtige Handlung, die auf dem Bild dargestellt ist. Ähnlich der inakkuraten pseudo-kufischen Schrift auf anderen Gemälden der Zeit entliehen die europäischen Künstler Motive aus einer fremden Kultur, die sie im Grunde nicht verstanden.
In einer Reihe von Briefen aus Venedig, geschrieben vom 18. August – 13. Oktober 1506 berichtet Albrecht Dürer seinem Freund und Förderer Willibald Pirckheimer von den Mühen, zwei Teppiche für diesen zu erwerben:

„Vnd dy 2 tebich will mir Anthoni Kolb awff daz hubschpt, preytest vnd wolfeillest helfen khawffen. So jch sy hab, will jch sy dem jungen Im Hoff geben, daz er ys ewch einschlache. Awch will jch sehen noch den kranchs federen.
(18. August 1506)

Jtem allen fleis hab jch an kertt mit den tewichen, kan aber kein preiten an kumen. Sy sind al schmall vnd lang. Aber noch hab jch altag forschung dornoch, awch der Anthoni Kolb.
(8. September 1506)

Jch hab awch zwen dewich bestelt, dy würd jch morgen tzalen. Aber jch hab sy nit wolfell kunen kawffen.
(13. Oktober 1506)“

Dürer erwarb während seines Venedig-Aufenthaltes verschiedene Luxusgüter im Auftrag Pirckheimers und betrachtet die Teppiche gleich dem Gold, den Juwelen oder den Straußenfedern. Es ist nicht bekannt, ob Dürer den Teppichen einen speziellen künstlerischen Wert zuerkannt hat. Er hat nie Orientteppiche dargestellt.
Ein sehr verbreiteter Typ der Genremalerei des niederländischen Goldenen Zeitalters und des flämischen Barocks ist die so genannte „Fröhliche Gesellschaft“. Auf diesen Bildern ist eine Gruppe von sich vergnügenden Menschen abgebildet, die für gewöhnlich sitzend und beim Trinken, oft auch ausgelassen singend und musizierend dargestellt sind. Häufig dienen Orientteppiche als Tischdecken und Tischschmuck, oder sind über Möbelstücke ausgebreitet. Als Dekoration unterstreichen sie entweder die Wohlhabenheit und Sittsamkeit der Dargestellten, oder schaffen einen Kontext von Exotik und Ausschweifung zu Bordell- oder Gelageszenen, wie in Jan Vermeers Gemälde Bei der Kupplerin.
Ab dem 16. Jahrhundert finden sich Darstellungen von Orientteppichen auf Stillleben. Verschiedene wertvolle und exotische Objekte wie chinesische Porzellangefäße, Tiere wie Papageien oder Vogelspinnen werden auf ihnen abgebildet. Oft haben diese Gegenstände allegorische Bedeutung, oder symbolisieren die „Vanitas“, die Vergeblichkeit des menschlichen Bemühens. Die Anspielung auf die Vergeblichkeit wird verdeutlicht durch die Einbeziehung von Symbolen wie dem menschlichen Schädel, oder Inschriften auf den Gemälden, die den biblischen Text aus Kohelet 1:2; 12:8 zitieren. Schon im Jahr 1533 hatte Hans Holbein der Jüngere in seinem Bild Die Gesandten eine Anamorphose eines menschlichen Schädels abgebildet. Unabhängig von ihrer allegorischen Bedeutung wurden die Objekte in Stillleben häufig auf kostbaren Samtstoffen, marmornen Tischplatten oder eben Orientteppichen arrangiert. In diesem Kontext gilt das Interesse nahezu ausschließlich dem materiellen und dekorativen Wert der abgebildeten Gegenstände und ihrer allegorischen Bedeutung.

### Objekte europäischer Selbstvergewisserung
Im September 1479 wurde der venezianische Maler Gentile Bellini vom Senat von Venedig als kultureller Botschafter an den Hof des Sultan Mehmed II. in dessen neue Hauptstadt Konstantinopel entsandt, um die Friedensverhandlungen zwischen Venedig und dem Osmanischen Reich zu fördern. Giorgio Vasari schrieb, dass Bellini „den Kaiser Mahomet so lebensähnlich gemalt [habe], dass es als ein Wunder angesehen wurde.“
Datierung und Autorenschaft Bellinis an dem Porträt wurden in Frage gestellt, Bellini ist jedoch der erste große Renaissancemaler, der tatsächlich den Hof eines islamischen Sultans besuchen konnte.
Der Einfluss, den seine Begegnung mit der islamischen Welt hatte, spiegelt sich in den orientalistischen Motiven wider, die in mehreren Gemälden Bellinis erscheinen. St. Markus predigt in Alexandria von 1507 zeigt in anachronistischer Weise den Schutzpatron von Venedig, wie er zu Muslimen predigt. Die Architektur im Hintergrund besteht aus einer zusammenhanglosen Ansammlung von Gebäuden, die stilistisch nicht zur islamischen Architektur jener Zeit passen. Der bühnenartige Hintergrund für die Predigt des heiligen Markus ist mit einem Kamel und einer Giraffe sowie Architekturelementen wie einem ägyptischen Obelisken ausstaffiert. Bellinis Verwendung dieser dekorativen Elemente erinnert an die Art und Weise, wie auch Orientteppiche in den Gemälden des 14. und 15. Jahrhunderts abgebildet sind: Es sind Darstellungen des Exotischen und Kostbaren, sie bilden die Bühne für eine wichtige Person oder Handlung, aber zeigen keine Kenntnis des ursprünglichen kulturellen Kontexts.
Das Bild König Eduards VI. von England von 1547 auf einem Orientteppich, vor einem auf denselben Teppich gestellten Thron, betont die Stärke und Macht des jungen Fidei defensor mittels eines absichtlichen Bezugs auf die Pose seines Vaters auf dessen Gemälde von Hans Holbein.
Wir wissen nicht, wie viel Ambrosius Francken über den kulturellen Hintergrund des Mamlukenteppichs wusste, den er als Hintergrund für sein Letztes Abendmahl verwendete. Das Bild kann nur grob dem 16. Jahrhundert zugeordnet werden. Die Verwendung des Zentralmedaillons eines Orientteppichs um den Heiligenschein Christi zu betonen, stellt aber einen besonderen Fall dar: Das Motiv könnte entweder wegen der zufälligen Ähnlichkeit der beiden Bildmuster verwendet worden sein, könnte aber auch absichtlich der Bestärkung der Vorherrschaft des Christentums der Renaissancezeit dienen. Zu dieser Zeit hatten die Europäer allen Grund, die islamische Welt zu fürchten: 1529 belagerte der Sultan Süleyman I., „der Prächtige“ erstmals die Stadt Wien. Das Osmanische Reich blieb bis zum späten 17. Jahrhundert eine ständige Bedrohung für Westeuropa.
Pinturicchio malt (1502–1509) auf dem achten Bild seines Freskenzyklus in der Piccolomini-Bibliothek des Doms von Siena Papst Pius II., wie er 1459 einen Fürstentag in Mantua einberuft, um einen neuen Kreuzzug zu planen. Ein Tisch vor dem Thron des Papstes ist mit einem Orientteppich bedeckt. Es wird vermutet, dass der Teppich eine Trophäe aus früheren Feldzügen sein könnte.
Kostbare Orientteppiche waren Teil der so genannten „Türkenbeute“ aus der Belagerung von Wien, die am 12. September 1683 endgültig abgeschlagen wurde. Die neuen christlichen Eigentümer berichteten in Briefen stolz von ihren Plünderungen. Es sind noch Teppiche erhalten, die Aufschriften mit dem Namen des neuen Eigentümers enthalten, sowie dem Datum ihrer Inbesitznahme:

„A. D. Wilkonski XII septembris 1683 z pod Wiednia
 "A. D. Wilkonski, 12 September 1683, Wien"“

Im jahrhundertelangen kulturellen Austausch zwischen Europa und der islamischen Welt, der auf vielen Gebieten zu intensiver wechselseitiger Beeinflussung führte, blieb der orientalische Knüpfteppich ein exotischer Fremdkörper in der europäischen Kultur. Es blieb einem späteren Jahrhundert vorbehalten, sich um ein besseres Verständnis der Rolle der Teppiche im Kontext der islamischen Kultur zu bemühen. Während islamische Teppiche ursprünglich dazu dienten, Renaissance-Gemälde zu dekorieren, trugen nun wiederum die Bilder zu einem tieferen Verständnis der Geschichte und Kultur des orientalischen Teppichs und somit der islamischen Kunstgeschichte bei. Die vergleichende kunsthistorische Forschung an Orientteppichen in Renaissancegemälden fügt dem hochkomplizierten und manchmal ambivalenten Bild der Osmanen während der westeuropäischen Renaissancezeit weitere Facetten hinzu.

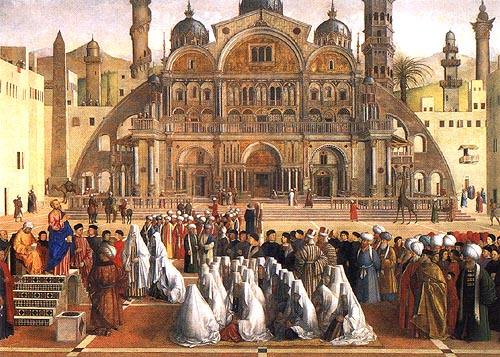
Gentile Bellini, St. Markus predigt in Alexandria, ca. 1507
Hans Holbein der Jüngere und Werkstatt, Heinrich VIII. steht auf einem „Stern-Uşak“-Teppich, ca. 1530.
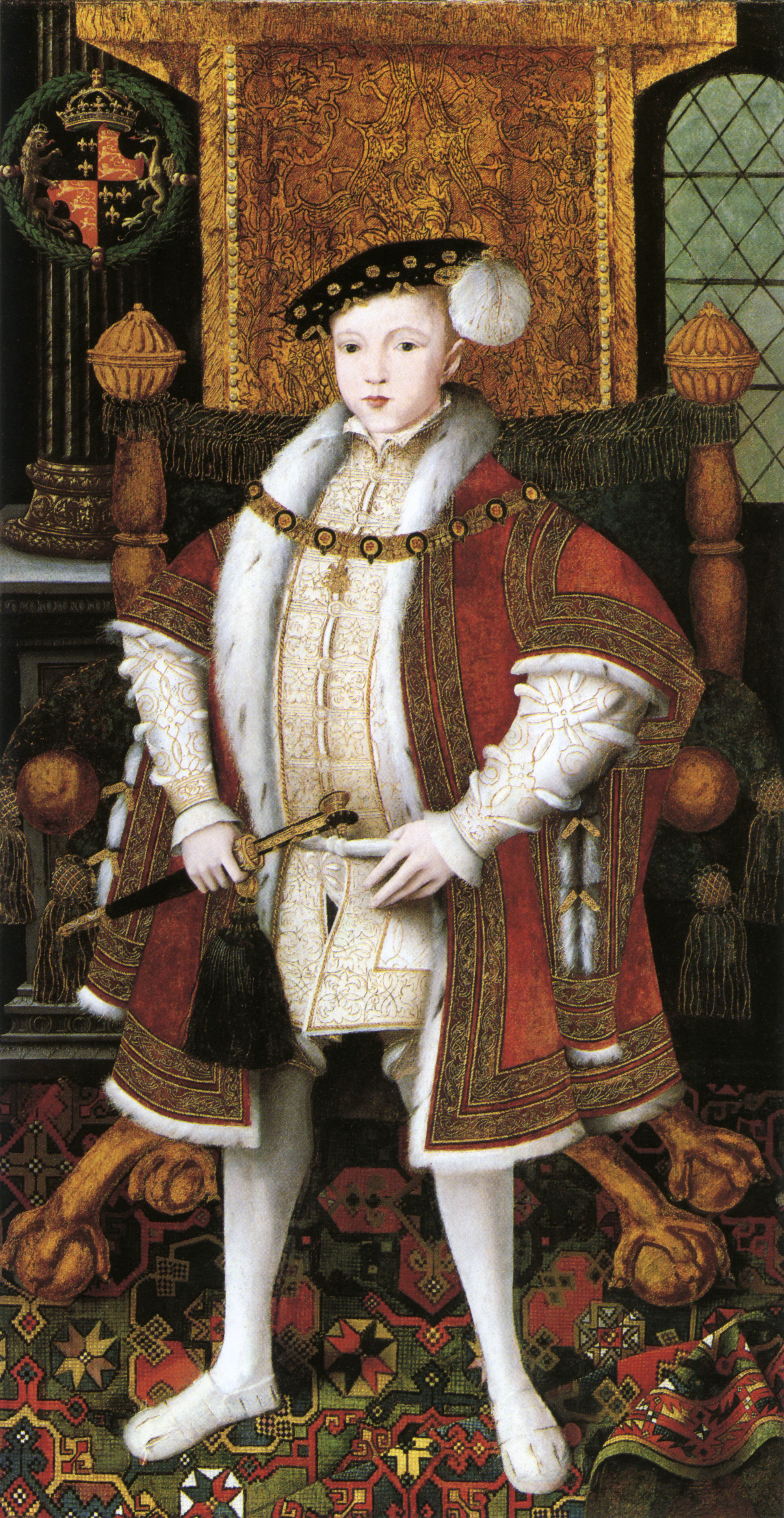
Eduard VI. auf einem „Holbein“-Teppich, c.1547.
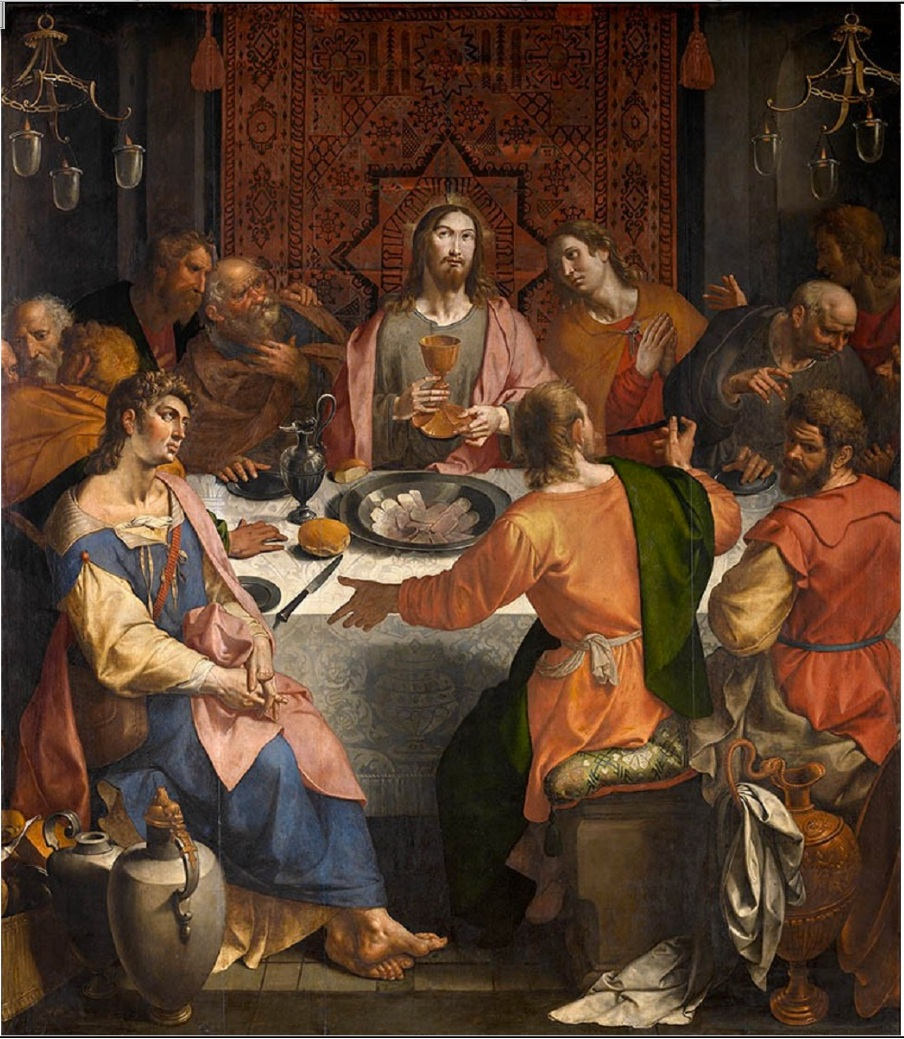
Ambrosius Francken, Das Letzte Abendmahl, 16. Jh., Königliches Museum der Schönen Künste (Antwerpen), mit einem ägyptischen Mamlukenteppich
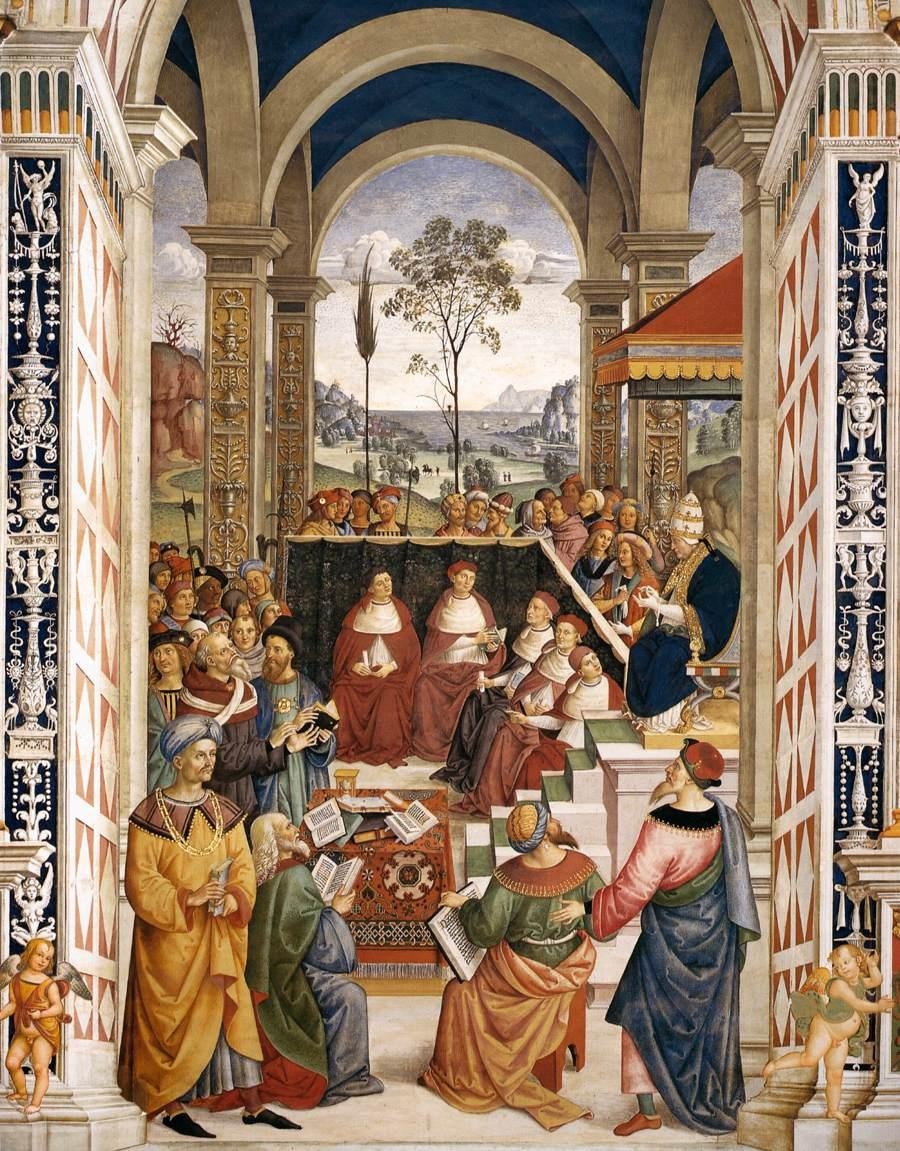
Pinturicchio, Pius II. beruft 1459 einen Fürstentag zu Mantua ein, um über einen neuen Kreuzzug zu beraten. Fresko im Dom von Siena, Piccolomini-Bibliothek, 1502–9.
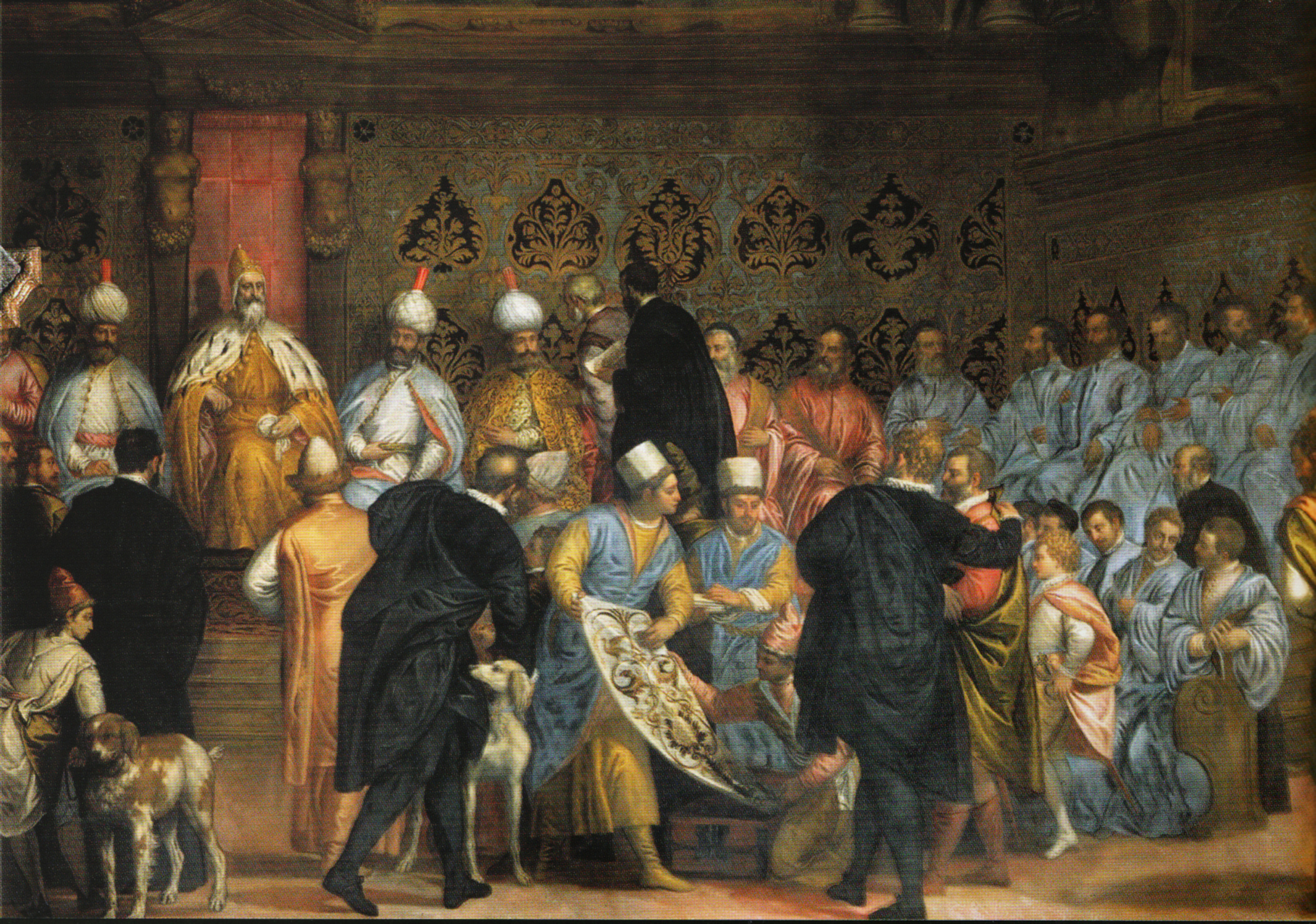
Carlo Caliari, Gesandtschaft Schah Abbas I. nach Venedig, 1595. Fresko im Dogenpalast, Venedig